# Bahnstrecke Bautzen–Bad Schandau
| Ausschnitt der Streckenkarte Sachsen von 1902 |                                  |                                               |                                          |
| Streckennummer: | 6216; sä. BS                     |                                               |                                          |
| Kursbuchstrecke (DB): | 248                              |                                               |                                          |
| Streckenlänge: | 64,447 km                        |                                               |                                          |
| Spurweite: | 1435 mm (Normalspur)             |                                               |                                          |
| Maximale Neigung: | 20 ‰                             |                                               |                                          |
| Minimaler Radius: | 200 m                            |                                               |                                          |
| Streckengeschwindigkeit: | 120 km/h                         |                                               |                                          |
| Zugbeeinflussung: | PZB                              |                                               |                                          |
| Zweigleisigkeit: | ehemals Wilthen–Neustadt (Sachs) |                                               |                                          |
| |                                  |                                               |                                          |
| \| \| \| von Dresden-Neustadt und von Hoyerswerda \| \| \| \| −0,364 \| Bautzen \| 204 m \| \| \| \| nach Görlitz \| \| \| \| 1,436 \| EÜ Bundesstraße 96 (29 m) \| EÜ Bundesstraße 96 (29 m) \| \| \| 4,680 \| Singwitz \| 239 m \| \| \| \| Anst MDW Mähdrescherwerke \| \| \| \| 5,959 \| Awanst Sprengstoffwerk Gnaschwitz \| Awanst Sprengstoffwerk Gnaschwitz \| \| \| 6,214 \| Brücke Spreetal (80 m) \| Brücke Spreetal (80 m) \| \| \| 8,140 \| Großpostwitz \| 244 m \| \| \| 8,961 \| Abzw Großpostwitz, Stw W 2 \| 249 m \| \| \| \| nach Löbau (Sachs) \| \| \| \| 9,970 \| Rodewitz \| 254 m \| \| \| 10,550 \| Anst Umspannwerk Rodewitz \| Anst Umspannwerk Rodewitz \| \| \| 12,107 \| Viadukt Wilthen (123 m) \| Viadukt Wilthen (123 m) \| \| \| \| von Oberoderwitz \| \| \| \| 13,983 \| Wilthen (Inselbahnhof) \| 298 m \| \| \| 19,340 \| Neukirch (Lausitz) Ost (ehem. Bf) \| 335 m \| \| \| 23,370 \| Neukirch (Lausitz) West \| 344 m \| \| \| \| nach Bischofswerda \| \| \| \| 26,818 \| Awanst Steinbruch Oberottendorf \| Awanst Steinbruch Oberottendorf \| \| \| 27,700 \| Anst Dr. Großer & Co. – Diabaswerke \| Anst Dr. Großer & Co. – Diabaswerke \| \| \| 27,807 \| Awanst Steinbruch Oberottendorf \| Awanst Steinbruch Oberottendorf \| \| \| 27,960 \| Wirtschaftsweg (10 m) \| Wirtschaftsweg (10 m) \| \| \| 29,108 \| Viadukt Oberottendorf (154 m) \| Viadukt Oberottendorf (154 m) \| \| \| 30,050 \| Oberottendorf (ehem. Bf) \| 371 m \| \| \| 30,010 \| \| \| \| \| 33,277 \| Viadukt Berthelsdorf (80 m) \| Viadukt Berthelsdorf (80 m) \| \| \| \| Staatsstraße 156 (Brücke fehlt) \| \| \| \| 34,500 \| \| \| \| \| 34,530 \| Anst WIEKOR Dachprodukte \| Anst WIEKOR Dachprodukte \| \| \| 35,298 \| Viadukt Langburkersdorf (75 m) \| Viadukt Langburkersdorf (75 m) \| \| \| \| Anst Case \| \| \| \| 35,890 \| Friedrich-Mildner-Straße (22 m) \| Friedrich-Mildner-Straße (22 m) \| \| \| 36,222 \| Neustadt (Sachs) \| 340 m \| \| \| \| nach Dürrröhrsdorf \| \| \| \| 36,540 \| Götzingerstraße (13 m) \| Götzingerstraße (13 m) \| \| \| 42,334 \| Krumhermsdorf (ehem. Bf) \| 413 m \| \| \| 46,640 \| Schandauer Straße (13 m) \| Schandauer Straße (13 m) \| \| \| \| von Rumburk (vorm. BNB) \| \| \| \| 48,656 \| Bahnhofstraße (13 m) \| Bahnhofstraße (13 m) \| \| \| 48,760 \| Sebnitz (Sachs) \| 313 m \| \| \| 49,250 \| Viadukt Sebnitz (148 m) \| Viadukt Sebnitz (148 m) \| \| \| 49,696 \| Tunnel I (147 m) \| Tunnel I (147 m) \| \| \| \| Anst Papierfabrik Sebnitz \| \| \| \| 50,506 \| Viadukt Hainersdorf (97 m) \| Viadukt Hainersdorf (97 m) \| \| \| 52,420 \| Amtshainersdorf \| 255 m \| \| \| 52,609 \| Sebnitz (40 m) \| Sebnitz (40 m) \| \| \| 52,709 \| Tunnel II (89 m) \| Tunnel II (89 m) \| \| \| 53,014 \| Tunnel III (93 m) \| Tunnel III (93 m) \| \| \| 53,108 \| Sebnitz (25 m) \| Sebnitz (25 m) \| \| \| 53,309 \| Sebnitz (23 m) \| Sebnitz (23 m) \| \| \| 53,521 \| Sebnitz (25 m) \| Sebnitz (25 m) \| \| \| 53,614 \| Tunnel IV (109 m) \| Tunnel IV (109 m) \| \| \| 53,780 \| Sebnitz (28 m) \| Sebnitz (28 m) \| \| \| 54,029 \| Sebnitz (26 m) \| Sebnitz (26 m) \| \| \| 54,159 \| Ulbersdorf (ehem. Bf) \| 224 m \| \| \| 54,415 \| Sebnitz (14 m) \| Sebnitz (14 m) \| \| \| 54,712 \| Sebnitz (16 m) \| Sebnitz (16 m) \| \| \| 54,746 \| Tunnel V (91 m) \| Tunnel V (91 m) \| \| \| 54,870 \| Sebnitz (19 m) \| Sebnitz (19 m) \| \| \| 55,080 \| Sebnitz (13 m) \| Sebnitz (13 m) \| \| \| 55,222 \| Tunnel VI (77 m) \| Tunnel VI (77 m) \| \| \| 55,287 \| Sebnitz (15 m) \| Sebnitz (15 m) \| \| \| 55,512 \| Sebnitz (14 m) \| Sebnitz (14 m) \| \| \| 55,680 \| Sebnitz (14 m) \| Sebnitz (14 m) \| \| \| 55,873 \| Sebnitz (12 m) \| Sebnitz (12 m) \| \| \| 56,286 \| Sebnitz (13 m) \| Sebnitz (13 m) \| \| \| \| Anst Sputhmühle \| \| \| \| 56,485 \| Sebnitz (28 m) \| Sebnitz (28 m) \| \| \| 56,625 \| Mittelndorf \| 175 m \| \| \| 57,438 \| Sebnitz (16 m) \| Sebnitz (16 m) \| \| \| 57,788 \| Sebnitz (14 m) \| Sebnitz (14 m) \| \| \| 58,328 \| Sebnitz (16 m) \| Sebnitz (16 m) \| \| \| 58,727 \| Sebnitz (13 m) \| Sebnitz (13 m) \| \| \| \| Schmalspurbahn von Hohnstein \| \| \| \| 58,820 \| Goßdorf-Kohlmühle früher Kohlmühle (ehem. Bf) \| 146 m \| \| \| 59,220 \| Anst Likolit Linoleumwerk \| Anst Likolit Linoleumwerk \| \| \| 59,285 \| Sebnitz (11 m) \| Sebnitz (11 m) \| \| \| 59,576 \| Sebnitz (12 m) \| Sebnitz (12 m) \| \| \| 60,592 \| Sebnitz (18 m) \| Sebnitz (18 m) \| \| \| 60,700 \| Anst Fa. Adolf Hüttel \| Anst Fa. Adolf Hüttel \| \| \| 60,740 \| Sebnitz (14 m) \| Sebnitz (14 m) \| \| \| 60,930 \| Porschdorf (Kr Pirna) \| 135 m \| \| \| 60,977 \| Sebnitz (19 m) \| Sebnitz (19 m) \| \| \| 61,750 \| Tunnel VII (377 m) \| Tunnel VII (377 m) \| \| \| 62,040 \| Lachsbach (16 m) \| Lachsbach (16 m) \| \| \| \| Anst Bundeswehr und Getreidewirtschaft \| \| \| \| 62,910 \| Rathmannsdorf (Kr Pirna) früher Wendischfähre \| 129 m \| \| \| 63,338 \| Elbe (Carolabrücke) (272 m) \| Elbe (Carolabrücke) (272 m) \| \| \| \| von Dresden-Neustadt \| \| \| \| 64,183 \| Bad Schandau \| 128 m \| \| \| \| nach Děčín hl. n. \| \| \| \| \| \| \| \| Quellen: [2][3][4] \| \| \| \| |                                  |                                               |                                          |
| Strecke |                                  | von Dresden-Neustadt und von Hoyerswerda      | von Dresden-Neustadt und von Hoyerswerda |
| Bahnhof | −0,364                           | Bautzen                                       | 204 m                                    |
| Abzweig ehemals geradeaus und nach links |                                  | nach Görlitz                                  | nach Görlitz                             |
| Brücke (Strecke außer Betrieb) | 1,436                            | EÜ Bundesstraße 96 (29 m)                     | EÜ Bundesstraße 96 (29 m)                |
| Haltepunkt / Haltestelle (Strecke außer Betrieb) | 4,680                            | Singwitz                                      | 239 m                                    |
| Abzweig geradeaus und von rechts (Strecke außer Betrieb) |                                  | Anst MDW Mähdrescherwerke                     | Anst MDW Mähdrescherwerke                |
| Abzweig geradeaus und von rechts (Strecke außer Betrieb) | 5,959                            | Awanst Sprengstoffwerk Gnaschwitz             | Awanst Sprengstoffwerk Gnaschwitz        |
| Brücke (Strecke außer Betrieb) | 6,214                            | Brücke Spreetal (80 m)                        | Brücke Spreetal (80 m)                   |
| Bahnhof (Strecke außer Betrieb) | 8,140                            | Großpostwitz                                  | 244 m                                    |
| Blockstelle (Strecke außer Betrieb) | 8,961                            | Abzw Großpostwitz, Stw W 2                    | 249 m                                    |
| Abzweig geradeaus und nach links (Strecke außer Betrieb) |                                  | nach Löbau (Sachs)                            | nach Löbau (Sachs)                       |
| Haltepunkt / Haltestelle (Strecke außer Betrieb) | 9,970                            | Rodewitz                                      | 254 m                                    |
| Abzweig geradeaus und nach rechts (Strecke außer Betrieb) | 10,550                           | Anst Umspannwerk Rodewitz                     | Anst Umspannwerk Rodewitz                |
| Brücke (Strecke außer Betrieb) | 12,107                           | Viadukt Wilthen (123 m)                       | Viadukt Wilthen (123 m)                  |
| Abzweig ehemals geradeaus und von links |                                  | von Oberoderwitz                              | von Oberoderwitz                         |
| Bahnhof | 13,983                           | Wilthen (Inselbahnhof)                        | 298 m                                    |
| Haltepunkt / Haltestelle | 19,340                           | Neukirch (Lausitz) Ost (ehem. Bf)             | 335 m                                    |
| Bahnhof | 23,370                           | Neukirch (Lausitz) West                       | 344 m                                    |
| Abzweig geradeaus und nach rechts |                                  | nach Bischofswerda                            | nach Bischofswerda                       |
| Abzweig geradeaus und nach links | 26,818                           | Awanst Steinbruch Oberottendorf               | Awanst Steinbruch Oberottendorf          |
| Abzweig geradeaus und ehemals nach links | 27,700                           | Anst Dr. Großer & Co. – Diabaswerke           | Anst Dr. Großer & Co. – Diabaswerke      |
| Abzweig geradeaus und von links | 27,807                           | Awanst Steinbruch Oberottendorf               | Awanst Steinbruch Oberottendorf          |
| Brücke | 27,960                           | Wirtschaftsweg (10 m)                         | Wirtschaftsweg (10 m)                    |
| Brücke | 29,108                           | Viadukt Oberottendorf (154 m)                 | Viadukt Oberottendorf (154 m)            |
| Haltepunkt / Haltestelle | 30,050                           | Oberottendorf (ehem. Bf)                      | 371 m                                    |
| | 30,010                           |                                               |                                          |
| Brücke (Strecke außer Betrieb) | 33,277                           | Viadukt Berthelsdorf (80 m)                   | Viadukt Berthelsdorf (80 m)              |
| Brücke (Strecke außer Betrieb) |                                  | Staatsstraße 156 (Brücke fehlt)               | Staatsstraße 156 (Brücke fehlt)          |
| | 34,500                           |                                               |                                          |
| Abzweig geradeaus und ehemals von links | 34,530                           | Anst WIEKOR Dachprodukte                      | Anst WIEKOR Dachprodukte                 |
| Brücke | 35,298                           | Viadukt Langburkersdorf (75 m)                | Viadukt Langburkersdorf (75 m)           |
| Abzweig geradeaus und ehemals von links |                                  | Anst Case                                     | Anst Case                                |
| Brücke | 35,890                           | Friedrich-Mildner-Straße (22 m)               | Friedrich-Mildner-Straße (22 m)          |
| Bahnhof | 36,222                           | Neustadt (Sachs)                              | 340 m                                    |
| Abzweig geradeaus und nach rechts |                                  | nach Dürrröhrsdorf                            | nach Dürrröhrsdorf                       |
| Brücke | 36,540                           | Götzingerstraße (13 m)                        | Götzingerstraße (13 m)                   |
| Haltepunkt / Haltestelle | 42,334                           | Krumhermsdorf (ehem. Bf)                      | 413 m                                    |
| Brücke | 46,640                           | Schandauer Straße (13 m)                      | Schandauer Straße (13 m)                 |
| Abzweig geradeaus und von links |                                  | von Rumburk (vorm. BNB)                       | von Rumburk (vorm. BNB)                  |
| Brücke | 48,656                           | Bahnhofstraße (13 m)                          | Bahnhofstraße (13 m)                     |
| Bahnhof | 48,760                           | Sebnitz (Sachs)                               | 313 m                                    |
| Brücke | 49,250                           | Viadukt Sebnitz (148 m)                       | Viadukt Sebnitz (148 m)                  |
| Tunnel | 49,696                           | Tunnel I (147 m)                              | Tunnel I (147 m)                         |
| Abzweig geradeaus und ehemals von links |                                  | Anst Papierfabrik Sebnitz                     | Anst Papierfabrik Sebnitz                |
| Brücke | 50,506                           | Viadukt Hainersdorf (97 m)                    | Viadukt Hainersdorf (97 m)               |
| Haltepunkt / Haltestelle | 52,420                           | Amtshainersdorf                               | 255 m                                    |
| Brücke | 52,609                           | Sebnitz (40 m)                                | Sebnitz (40 m)                           |
| Tunnel | 52,709                           | Tunnel II (89 m)                              | Tunnel II (89 m)                         |
| Tunnel | 53,014                           | Tunnel III (93 m)                             | Tunnel III (93 m)                        |
| Brücke | 53,108                           | Sebnitz (25 m)                                | Sebnitz (25 m)                           |
| Brücke | 53,309                           | Sebnitz (23 m)                                | Sebnitz (23 m)                           |
| Brücke | 53,521                           | Sebnitz (25 m)                                | Sebnitz (25 m)                           |
| Tunnel | 53,614                           | Tunnel IV (109 m)                             | Tunnel IV (109 m)                        |
| Brücke | 53,780                           | Sebnitz (28 m)                                | Sebnitz (28 m)                           |
| Brücke | 54,029                           | Sebnitz (26 m)                                | Sebnitz (26 m)                           |
| Haltepunkt / Haltestelle | 54,159                           | Ulbersdorf (ehem. Bf)                         | 224 m                                    |
| Brücke | 54,415                           | Sebnitz (14 m)                                | Sebnitz (14 m)                           |
| Brücke | 54,712                           | Sebnitz (16 m)                                | Sebnitz (16 m)                           |
| Tunnel | 54,746                           | Tunnel V (91 m)                               | Tunnel V (91 m)                          |
| Brücke | 54,870                           | Sebnitz (19 m)                                | Sebnitz (19 m)                           |
| Brücke | 55,080                           | Sebnitz (13 m)                                | Sebnitz (13 m)                           |
| Tunnel | 55,222                           | Tunnel VI (77 m)                              | Tunnel VI (77 m)                         |
| Brücke | 55,287                           | Sebnitz (15 m)                                | Sebnitz (15 m)                           |
| Brücke | 55,512                           | Sebnitz (14 m)                                | Sebnitz (14 m)                           |
| Brücke | 55,680                           | Sebnitz (14 m)                                | Sebnitz (14 m)                           |
| Brücke | 55,873                           | Sebnitz (12 m)                                | Sebnitz (12 m)                           |
| Brücke | 56,286                           | Sebnitz (13 m)                                | Sebnitz (13 m)                           |
| Abzweig geradeaus und ehemals von rechts |                                  | Anst Sputhmühle                               | Anst Sputhmühle                          |
| Brücke | 56,485                           | Sebnitz (28 m)                                | Sebnitz (28 m)                           |
| Haltepunkt / Haltestelle | 56,625                           | Mittelndorf                                   | 175 m                                    |
| Brücke | 57,438                           | Sebnitz (16 m)                                | Sebnitz (16 m)                           |
| Brücke | 57,788                           | Sebnitz (14 m)                                | Sebnitz (14 m)                           |
| Brücke | 58,328                           | Sebnitz (16 m)                                | Sebnitz (16 m)                           |
| Brücke | 58,727                           | Sebnitz (13 m)                                | Sebnitz (13 m)                           |
| Abzweig geradeaus und ehemals von rechts |                                  | Schmalspurbahn von Hohnstein                  | Schmalspurbahn von Hohnstein             |
| Haltepunkt / Haltestelle | 58,820                           | Goßdorf-Kohlmühle früher Kohlmühle (ehem. Bf) | 146 m                                    |
| Abzweig geradeaus und ehemals von links | 59,220                           | Anst Likolit Linoleumwerk                     | Anst Likolit Linoleumwerk                |
| Brücke | 59,285                           | Sebnitz (11 m)                                | Sebnitz (11 m)                           |
| Brücke | 59,576                           | Sebnitz (12 m)                                | Sebnitz (12 m)                           |
| Brücke | 60,592                           | Sebnitz (18 m)                                | Sebnitz (18 m)                           |
| Abzweig geradeaus und ehemals von links | 60,700                           | Anst Fa. Adolf Hüttel                         | Anst Fa. Adolf Hüttel                    |
| Brücke | 60,740                           | Sebnitz (14 m)                                | Sebnitz (14 m)                           |
| Haltepunkt / Haltestelle | 60,930                           | Porschdorf (Kr Pirna)                         | 135 m                                    |
| Brücke | 60,977                           | Sebnitz (19 m)                                | Sebnitz (19 m)                           |
| Tunnel | 61,750                           | Tunnel VII (377 m)                            | Tunnel VII (377 m)                       |
| Brücke | 62,040                           | Lachsbach (16 m)                              | Lachsbach (16 m)                         |
| Abzweig geradeaus und ehemals nach rechts |                                  | Anst Bundeswehr und Getreidewirtschaft        | Anst Bundeswehr und Getreidewirtschaft   |
| Haltepunkt / Haltestelle | 62,910                           | Rathmannsdorf (Kr Pirna) früher Wendischfähre | 129 m                                    |
| Brücke | 63,338                           | Elbe (Carolabrücke) (272 m)                   | Elbe (Carolabrücke) (272 m)              |
| Abzweig geradeaus und von rechts |                                  | von Dresden-Neustadt                          | von Dresden-Neustadt                     |
| Bahnhof | 64,183                           | Bad Schandau                                  | 128 m                                    |
| Strecke |                                  | nach Děčín hl. n.                             | nach Děčín hl. n.                        |
| |                                  |                                               |                                          |
| Quellen: |                                  |                                               |                                          |

Die Bahnstrecke Bautzen–Bad Schandau ist eine Eisenbahnverbindung in Sachsen. Sie zweigt in Bautzen von der Bahnstrecke Görlitz–Dresden ab und verläuft im Lausitzer Bergland und der Sächsischen Schweiz über Wilthen, Neukirch/Lausitz, Neustadt in Sachsen und Sebnitz nach Bad Schandau, wo sie in die Bahnstrecke Děčín–Dresden-Neustadt einmündet. In der Oberlausitz liegt die Strecke zunächst im Spreetal, um dann einige Wasserscheiden zur Elbe hin zu überwinden. Zwischen Sebnitz und Bad Schandau folgt die Strecke dem Sebnitztal. Die dort kurz aufeinander folgenden (und offiziell durchnummerierten) sieben Tunnel schneiden dort die engen Schleifen des Tales ab. Damit ist die Bahnstrecke Bautzen–Bad Schandau heute die tunnelreichste sächsische Eisenbahnstrecke.
Der Abschnitt von Bautzen nach Neukirch (Lausitz) West ist als Hauptbahn, die weitere Strecke als Nebenbahn klassifiziert. Heute sind nur noch die Abschnitte Wilthen–Oberottendorf und Neustadt–Bad Schandau in Betrieb. Zwischen Wilthen und Neukirch (Lausitz) West ist die Strecke Teil der durchgehenden Hauptbahnverbindung Liberec–Zittau–Dresden.
Der neigungs- und bogenreiche Abschnitt zwischen Neustadt und Bad Schandau ist auch als Sebnitztalbahn oder Sächsische Semmeringbahn bekannt. 

## Geschichte

### Vorgeschichte und Bau
Schon in den Jahren vor 1870 entstanden erste Projekte, eine Bahnstrecke von Bautzen zur Sächsisch-Böhmischen Staatseisenbahn im Elbtal zu bauen. Im Jahr 1870 wurde vom Sächsischen Landtag die Genehmigung zum Bau erteilt. Nach dem ursprünglichen Plan sollte die Strecke von Bautzen aus durch das Spreetal das böhmische Schluckenau (heute Šluknov) erreichen und dann direkt durch das Sebnitztal nach Schandau (seit 1920 Bad Schandau) führen. Österreich hatte am 17. Juli 1871 die Konzession für die „Eisenbahnstrecke Rumburg–Schluckenau, eventuell mit der Fortsetzung Richtung Bautzen“ an die Böhmische Nordbahn (BNB) vergeben. Die BNB zeigte jedoch kein Interesse an einer durchgehenden Verbindung vom Elbtal in die Oberlausitz, die in direkter Konkurrenz zur eigenen Hauptstrecke von Prag nach Georgswalde/Ebersbach gestanden hätte.
Angesichts dieser Situation ließ die Sächsische Staatsregierung prüfen, ob eine Streckenführung unter Umgehung österreichischen Staatsgebietes technisch möglich wäre. Bislang galt eine Streckenführung wegen der ungünstigen Topografie zwischen Neustadt und Sebnitz als nicht ausführbar. Projektiert wurde schließlich eine Trasse, die von Neustadt kommend den Bergrücken des Unger bei Krumhermsdorf überquert und dann in starkem Gefälle am Abhang des Ungerberges talwärts nach Sebnitz führt. Von Wilthen bis Neustadt sollte die neue Strecke die projektierte Trasse der Süd-Lausitzer Bahn mitnutzen.

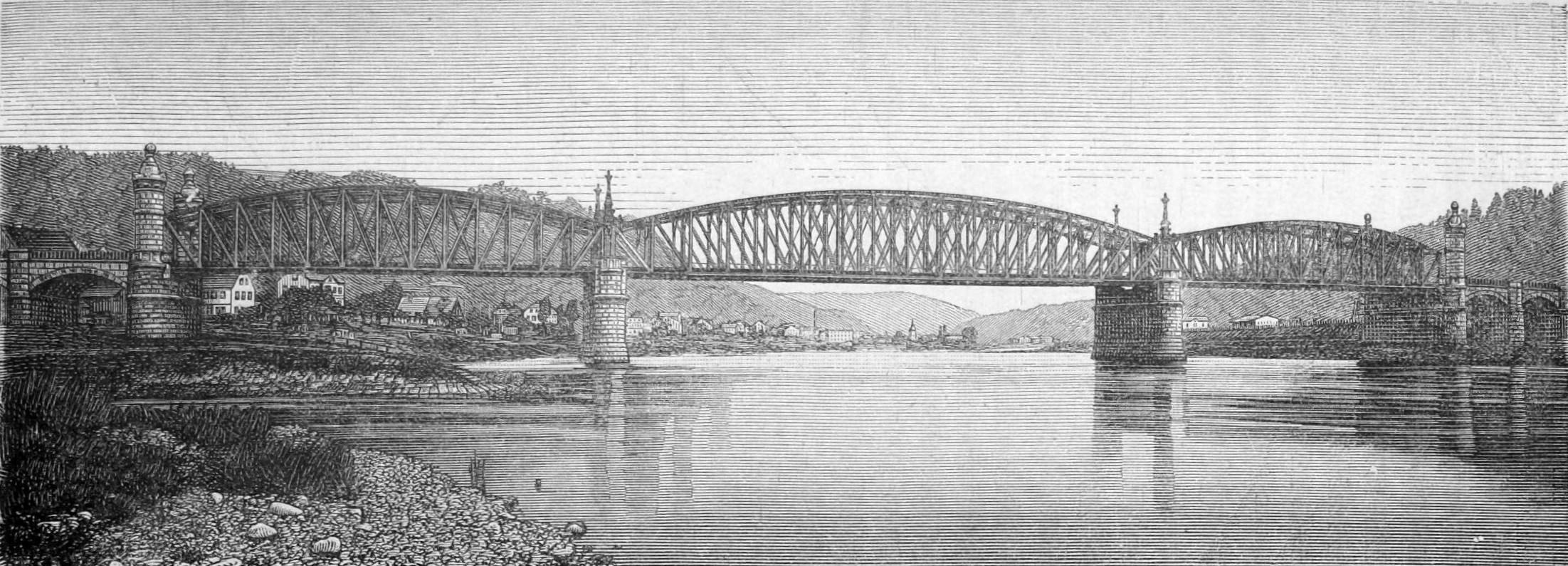
Elbbrücke in Bad Schandau (1878)

Der Bau der Strecke begann im Juli 1874. An Kunstbauten mussten sieben Tunnel mit einer Gesamtlänge von 983 Metern, zwei große Viadukte in Sebnitz sowie 28 kleinere Brücken erstellt werden. Der Sebnitzer Stadtviadukt war damals der erste Viadukt in Deutschland, der mit einem 250-Meter-Radius und einer Neigung von 20 Promille erbaut wurde. Bei der Schaffung von Geländeeinschnitten und der Schüttung der Bahndämme mussten insgesamt 1.287.000 m³ Erdreich bewegt werden. Durchschnittlich waren 850 Menschen an der Strecke beschäftigt, darunter viele italienische Fachleute, die hier ihre Erfahrungen aus dem Straßen- und Bahnbau in den Alpen und Apenninen anwendeten. Heute in dieser Gegend vorhandene italienische Familiennamen gehen auf diese Zeit zurück. Die Kosten für den Streckenbau beliefen sich auf 9.789.508 Mark, wovon allein 1.037.500 Mark auf die Elbbrücke bei Bad Schandau entfielen. Der Abschnitt Neustadt–(Bad) Schandau wurde am 1. Juli 1877 eröffnet, der Abschnitt Bautzen–Neustadt am 1. September des gleichen Jahres. Zwischen Wilthen und Neustadt war die Strecke wegen des dort erwarteten hohen Verkehrsaufkommens zweigleisig ausgeführt worden.

### Bis zum Zweiten Weltkrieg
Im ersten Fahrplan – gültig ab 1. September 1877 – waren vier durchgehende Zugpaare 1. bis 4. Klasse verzeichnet. Sie benötigten für die 65 Kilometer lange Strecke etwa 2 Stunden und 40 Minuten. In Wilthen und Neustadt bestanden jeweils direkte Anschlüsse an die Züge von und nach Ebersbach bzw. Dürrröhrsdorf. Insgesamt entwickelte sich die Verkehrsleistung nicht wie erwartet. Im Güterverkehr erlangte nur der Kohletransport aus Böhmen nach Sachsen eine gewisse Bedeutung. Bereits nach wenigen Betriebsjahren wurde das zweite Gleis zwischen Niederneukirch und Neustadt wieder abgetragen.
Im Jahr 1905 eröffnete die Böhmische Nordbahn die Strecke (Schluckenau)–Nixdorf–Sebnitz. Die Linie von Schluckenau nach Bautzen wurde – obwohl staatsvertraglich vereinbart – nie mehr gebaut.
Nach dem Ersten Weltkrieg gingen die Königlich Sächsischen Staatseisenbahnen in der 1920 gegründeten Deutschen Reichsbahn auf. Die Strecke wurde fortan von der Reichsbahndirektion Dresden verwaltet. Im Jahr 1923 wurde der Abschnitt Neukirch West–Bad Schandau zur Nebenbahn abgestuft. In jene Zeit fällt auch die betriebliche Trennung der Strecke in die Abschnitte Bautzen–Wilthen und Neukirch–Bad Schandau. Zwischen Wilthen und Neukirch West verkehrten nur noch die Züge der Relation Reichenberg–Zittau–Dresden. Durchgangsreisende von Bautzen nach Bad Schandau mussten nun zweimal umsteigen.
Im Fahrplan von 1939 verkehrten zwischen Bautzen und Wilthen bis zu zehn Personenzugpaare. Acht weitere bedienten die Relation Bautzen–Großpostwitz–Obercunewalde(–Löbau). Zwischen Neukirch West und Bad Schandau fuhren bis zu sieben durchgehende Züge. Weitere bedienten Teilstrecken. Die Reisezeit zwischen Bautzen und Bad Schandau betrug (mit zweimaligem Umsteigen in Wilthen und Neukirch West) etwa zwei bis zweieinhalb Stunden.
Kurz vor dem Ende des Zweiten Weltkrieges – am 8. Mai 1945 – wurden die Viadukte in Oberottendorf, Berthelsdorf und Langburkersdorf sowie einige kleinere Brücken durch die deutsche Wehrmacht gesprengt. Die Zerstörung des Viaduktes in Heinersdorf verhinderten mutige Anwohner. Ein Zugverkehr war vorerst nicht mehr möglich. Der grenzüberschreitende Verkehr von Sebnitz nach Rumburk wurde nach der Wiedererrichtung des tschechoslowakischen Staates am 8. Mai 1945 nicht wieder aufgenommen.

### Nach dem Zweiten Weltkrieg
Die zerstörten Brücken wurden nach Kriegsende zunächst provisorisch mit hölzernen Bauwerken repariert. Bis 1954 baute die Neustädter Firma Domsch die Brücken wieder auf. Das zweite Gleis zwischen Wilthen und Neukirch West sowie verschiedene Bahnhofsnebengleise wurden 1946 als Reparationsleistung für die Sowjetunion demontiert.
Nach einer Neuordnung der Reichsbahndirektionsbezirke gehörte ab 1955 der Abschnitt von Bautzen bis zum Bahnkilometer 27,1 zur Reichsbahndirektion Cottbus.

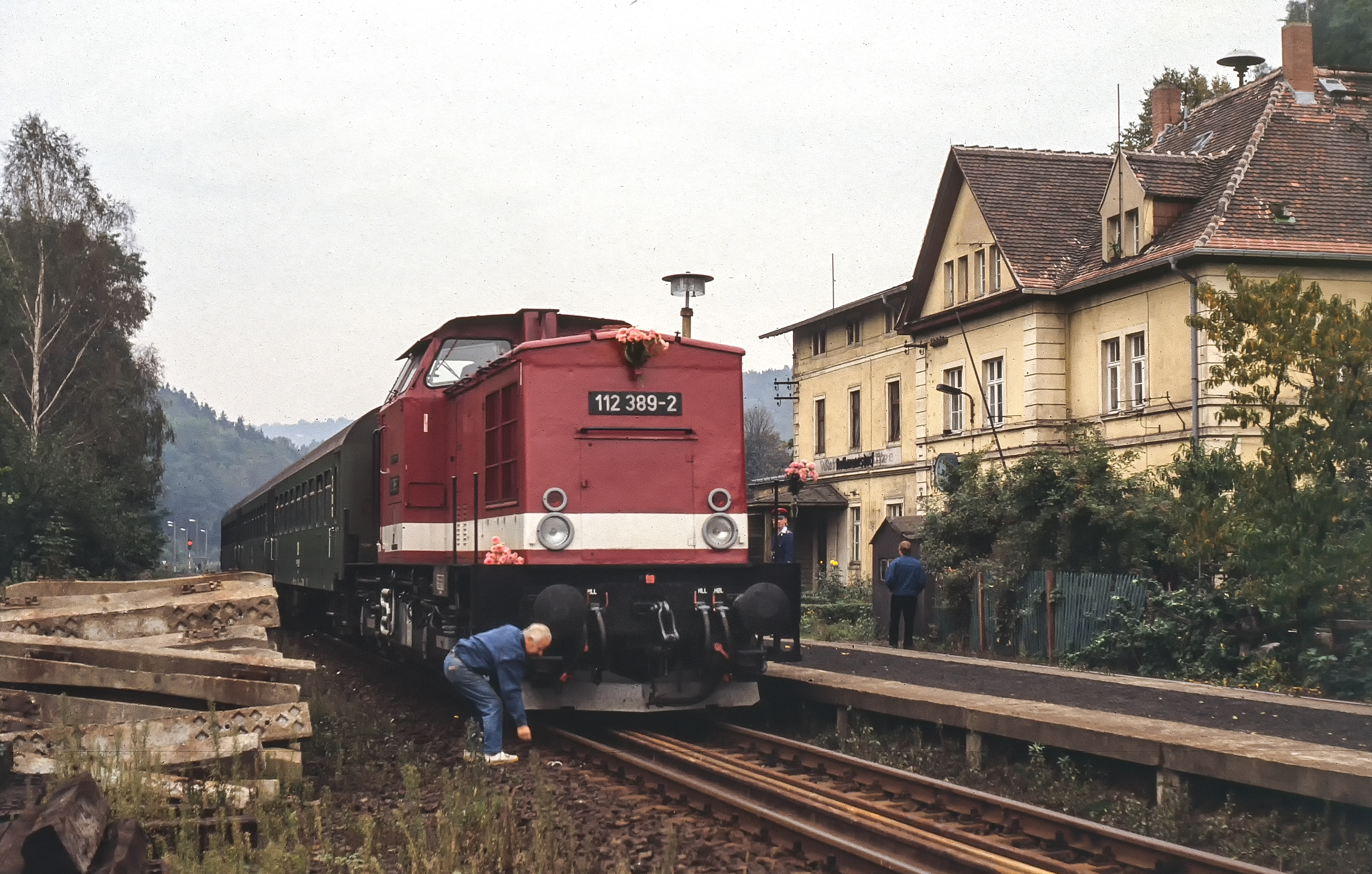
In Rathmannsdorf wird am 30. September 1990 der Eröffnungszug über die erneuerte Elbbrücke geschmückt.

Am 23. Juli 1957 unterbrach ein Hochwasser die Elbtalbahn bei Pirna. Bis zur Behebung der dortigen Schäden wurden alle internationalen Reisezüge und die Güterzüge im Import über Sebnitz, Neustadt und Dürrröhrsdorf umgeleitet. Darunter war auch der Schnelltriebwagen D 54/55 „Vindobona“ (Berlin–Prag–Wien), der bis Neustadt wegen seiner schwachen Motorleistung mit Vorspannlokomotive befördert werden musste.
Ab dem Sommerfahrplan 1966 wurden wieder durchgehende Reisezüge zwischen Bautzen und Bad Schandau eingeführt. Ein Teil der Züge war nun sogar von und nach Hoyerswerda durchgebunden. Das Bahnbetriebswerk Hoyerswerda setzte für diese Umläufe moderne Leichttriebwagen ein, die sich allerdings wegen ihrer zu schwachen Motorleistung nicht bewährten. Ab 1974 wurden alle Züge wieder lokomotivbespannt gefahren.
Nach 1968 führte der VEB Schachtbau Nordhausen jeweils in den Abend- und Nachtstunden umfangreiche Instandsetzungsarbeiten an den Tunneln aus. Entstandene Fugen und Hohlräume in der Tunnelausmauerung wurden mit Beton ausgepresst. Für einen Teil der Reisezüge musste abschnittsweise Schienenersatzverkehr eingerichtet werden.
Zwischen 1971 und 1976 wurde sämtlicher Nahgüterverkehr für Goßdorf-Kohlmühle und Rathmannsdorf von Pirna über Neustadt und Sebnitz gefahren. Begründet war das in der verringerten Streckenkapazität der Elbtalbahn während der dortigen Elektrifizierungsarbeiten. Am 18. Februar 1976 kam es bei einem solchen Zug zu einem Eisenbahnunfall infolge einer Spurerweiterung. Mehrere Güterwagen entgleisten vor dem Tunnel II und stürzten eine Böschung hinab. Für die Bergungsarbeiten war die Strecke 24 Stunden gesperrt.
Ein Höhepunkt in der Geschichte der Bahn war die 100-Jahr-Feier am 1. Juli 1977. Zentraler Festort war der Bahnhof Sebnitz, wo eine Fahrzeugausstellung präsentiert wurde. Für die Festgäste verkehrten zahlreiche Sonderzüge mit den Traditionslokomotiven der Deutschen Reichsbahn.

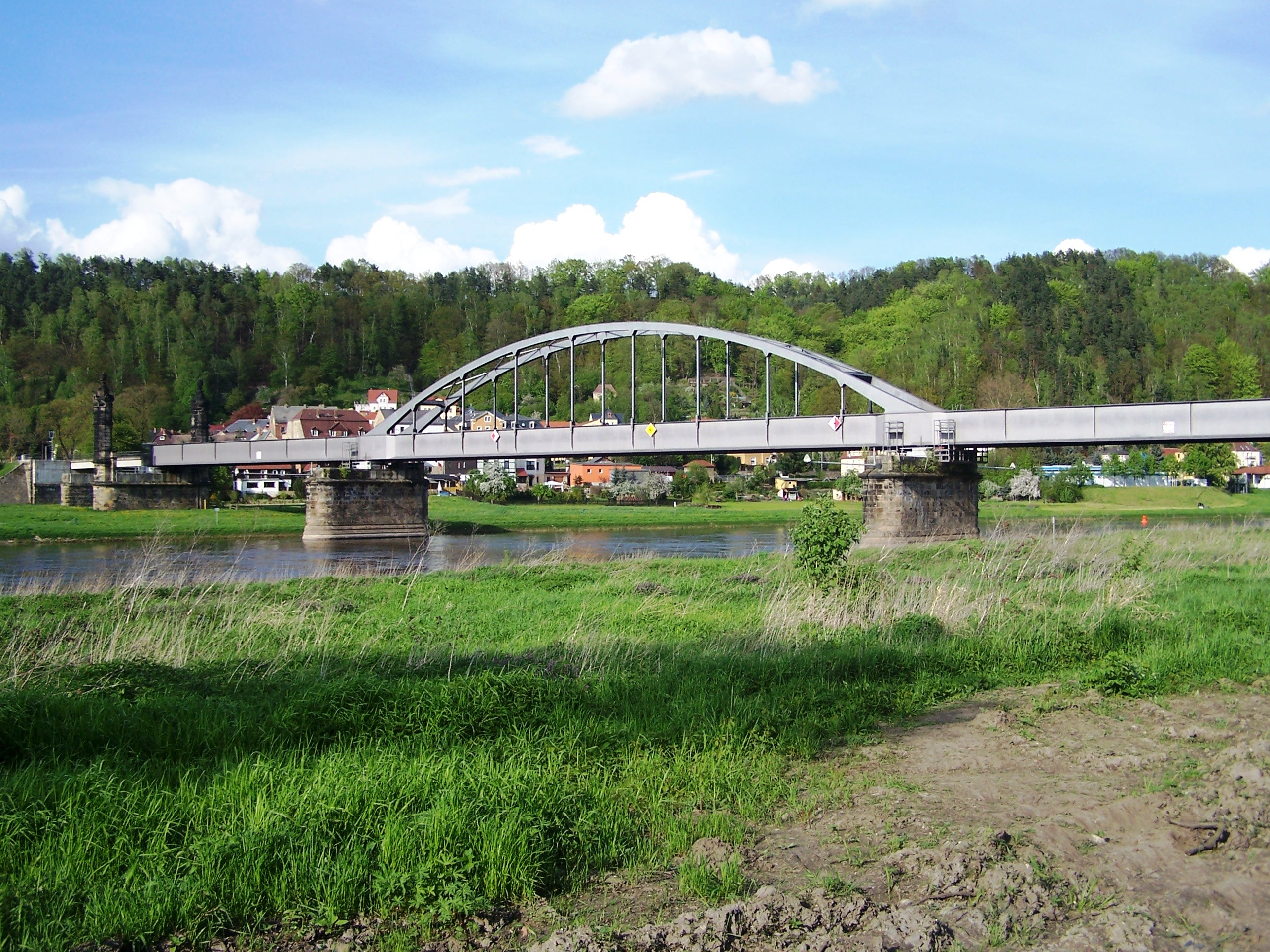
Die neu gebaute Elbbrücke in Bad Schandau (2007)

In den 1970er Jahren erreichten sowohl die beiden Großbrücken in Sebnitz als auch die Elbbrücke in Bad Schandau die Grenze ihrer Lebensdauer. Für die Elbbrücke galt ab 30. Mai 1976 eine Geschwindigkeitsbegrenzung auf 10 km/h. Die zulässige Meterlast war dort nunmehr auf 4,8 Tonnen begrenzt. Für die Zeit der Reparatur der beiden Stadtviadukte errichtete die Nationale Volksarmee (NVA) in den Jahren 1983 und 1984 militärische Pionierbrücken auf Gerüstpfeilern, sodass der Bahnbetrieb ungehindert weiterlaufen konnte. Ungünstiger gestaltete sich die Situation in Bad Schandau. Hier führte die Sperrung der Elbbrücke am 1. Dezember 1985 zur Unterbrechung der Strecke. Zwischen Rathmannsdorf und Bad Schandau wurde ein Schienenersatzverkehr eingerichtet. Auch auf der weiteren Strecke kam es zu Fahrplananpassungen. Die Züge von Bautzen endeten fortan in Sebnitz, wo in einen zwischen Sebnitz und Rathmannsdorf pendelnden Wendezug umgestiegen werden musste. Die Brücken wurden in den folgenden Jahren fast vollständig neu gebaut. Die beiden Sebnitzer Stadtviadukte erhielten statt der maroden Gewölbe aus Bruchsteinmauerwerk neue Überbauten aus Betonfertigteilen. Die Pfeiler wurden stabilisiert und mit Beton ummantelt.
Die Elbbrücke erhielt einen Trogquerschnitt mit einem verstärkenden Stabbogen für das weiter spannende Mittelfeld. Die Vorlandbrücken mit den markanten Türmchen blieben aus Gründen des Denkmalschutzes erhalten. Als Bauzeitraum waren ursprünglich drei Jahre vorgesehen gewesen. Tatsächlich dauerten die Bauarbeiten schließlich bis 1991. Am 6. Dezember 1990 wurde die Strecke wieder für den durchgehenden Zugverkehr freigegeben.

### Der Niedergang nach der politischen Wende in der DDR
Der gesellschaftliche Umbruch im Osten Deutschlands 1989/90 war auch für die Bahnstrecke Bautzen–Bad Schandau mit erheblichen Veränderungen verbunden. Innerhalb kürzester Zeit stellte ein Großteil der Betriebe im Einzugsgebiet ihre Produktion ein, was zu einem erheblichen Einbruch bei der Verkehrsleistung im Personen- und Güterverkehr führte. Die verbliebenen Unternehmen, wie etwa der Landmaschinenbetrieb in Neustadt oder die Likolit Linoleumwerke in Kohlmühle, verlagerten ihre Transporte immer mehr auf die Straße. Im Winterfahrplan 1990/91 gab es sechs durchgehende Personenzugpaare zwischen Bautzen und Bad Schandau, die für die 64 Kilometer etwa zwei Stunden benötigten. Weitere Züge bedienten Teilstrecken, so zwischen Bautzen und Wilthen sowie Neustadt und Bad Schandau. Einige Züge des Berufsverkehrs bedienten werktags auch die Relation Bautzen–Wilthen–Neukirch West–Bischofswerda. Am 31. Dezember 1994 wurde der Güterverkehr im Abschnitt Bautzen – Wilthen eingestellt. Für die Bedienung der dortigen Industrieanschlüsse genügte schon 1992 ein einziges, werktäglich verkehrendes Nahgüterzugpaar zwischen Bautzen, Großpostwitz und Obercunewalde. In Sebnitz fuhr der letzte Güterzug am 23. Dezember 1994 mit einer Lok der Baureihe V60.

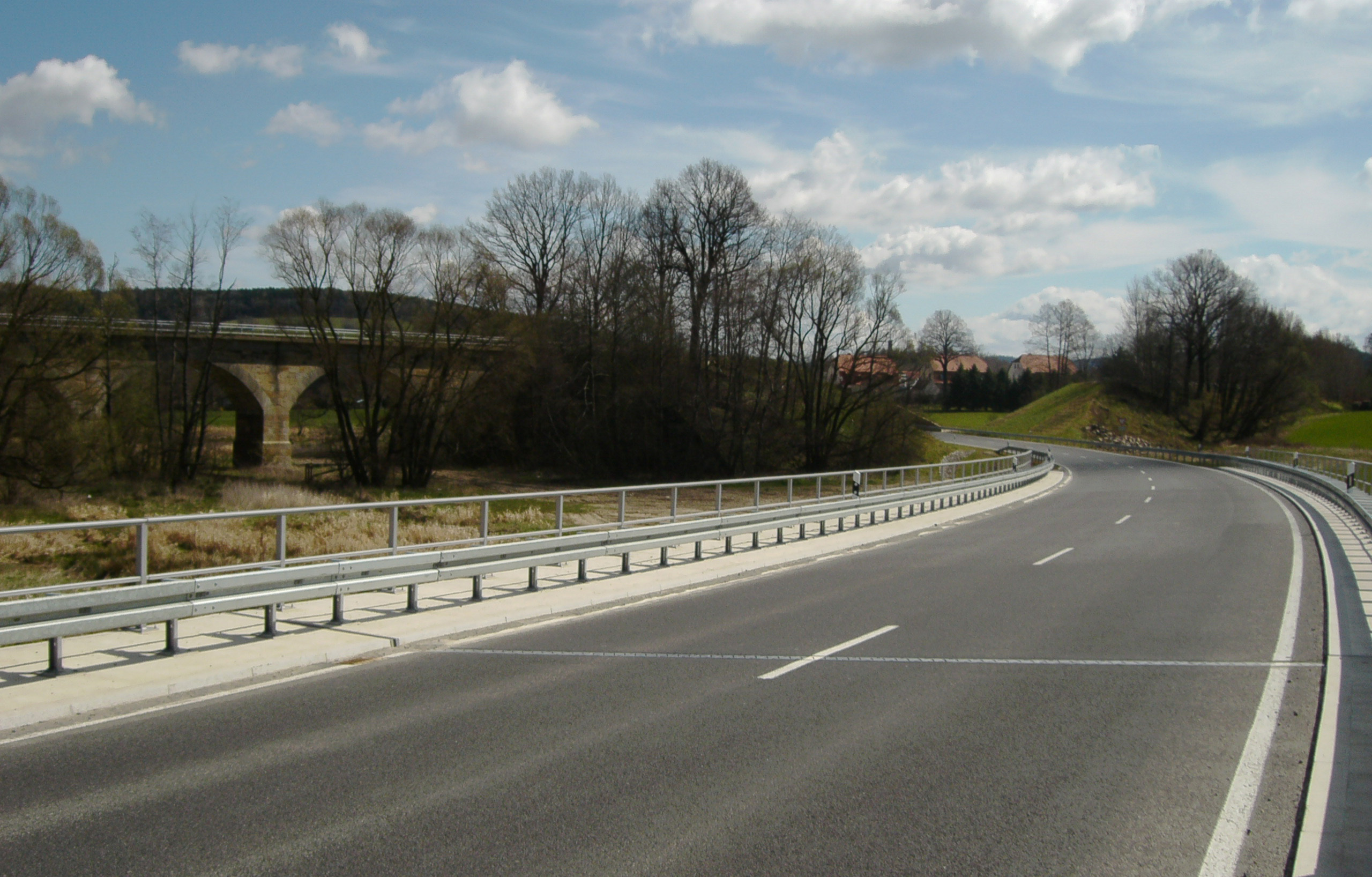
Bei Neustadt ist die Strecke für den Bau einer Umgehungsstraße unterbrochen worden (2007)

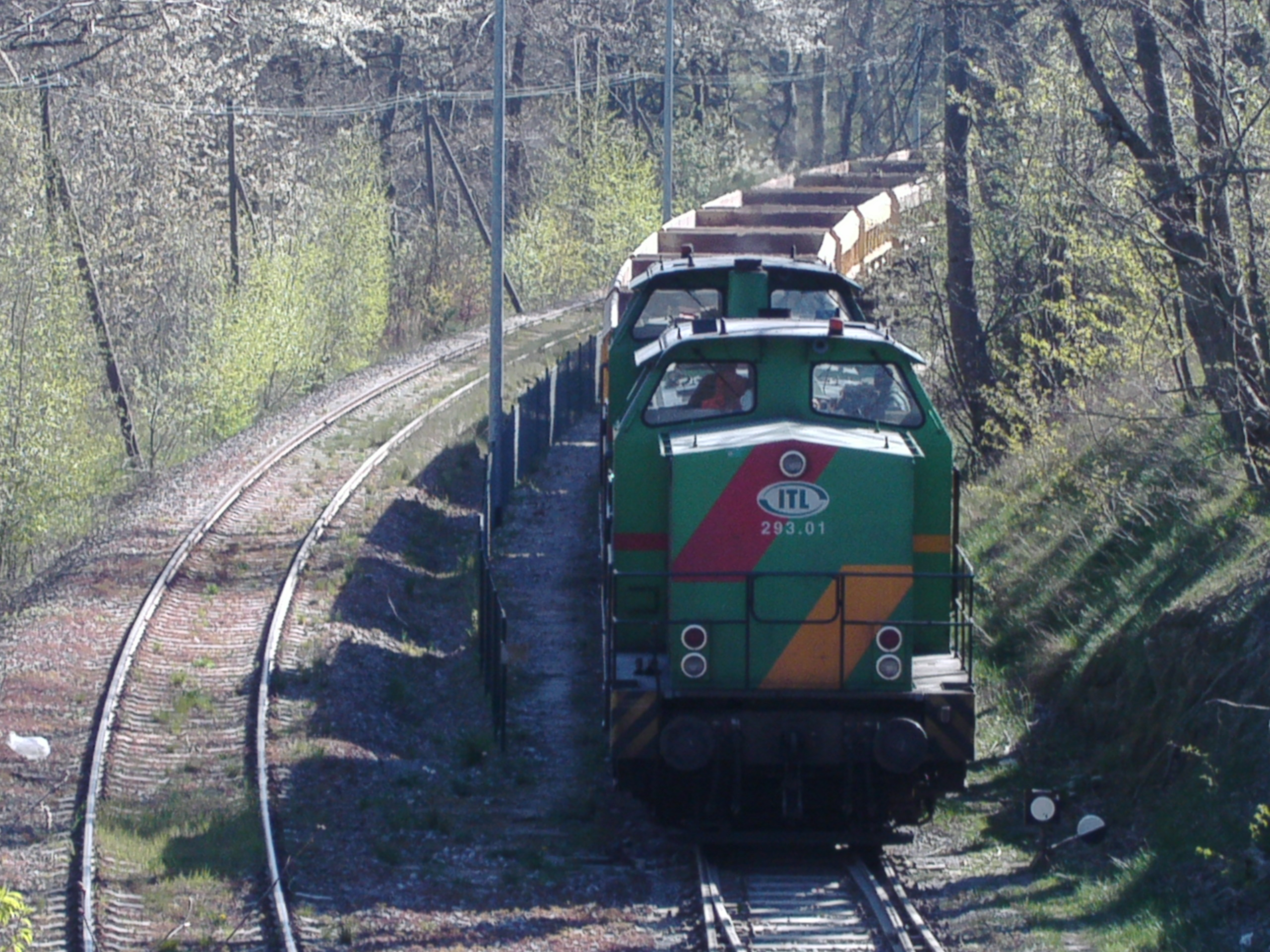
Ein Güterzug der ITL Eisenbahngesellschaft in der Awanst Steinbruch Ottendorf (2007)

Am 20. April 2004 entschieden die Verkehrsverbünde Oberelbe (VVO) und Oberlausitz-Niederschlesien (ZVON) die Einstellung des Reiseverkehrs zwischen Bautzen und Neustadt. Begründet wurde das einerseits mit niedrigen Reisendenzahlen (weniger als 500 pro Tag) als auch mit den reduzierten Zuweisungen des Bundes. Zudem wurde für das Verkehrsgebiet der Bahn ein Einwohnerverlust von 20 Prozent bis 2020 prognostiziert. Am 12. Dezember 2004 wurde der Reiseverkehr zwischen Bautzen und Neustadt zugunsten einer neuen direkten Linienbusverbindung eingestellt. Damit waren die Abschnitte Bautzen–Wilthen und Neukirch West–Neustadt ohne regelmäßigen Verkehr. Im Jahr 2006 kam es infolge des Neubaues der Staatsstraße 156 zur Unterbrechung der Strecke am Streckenkilometer 33,4. Die DRE hat den Freistaat Sachsen auf den Bau einer Brücke verklagt und in erster und zweiter Instanz gewonnen, das Verfahren ist 2020 beim Bundesverwaltungsgericht anhängig.
Am 11. Mai 2007 wurde die Stilllegung des Abschnittes Bautzen–Wilthen durch das Eisenbahn-Bundesamt genehmigt. Juristisch vollzogen wurde sie am 16. Juni 2007. Laut Angaben des ZVON seien zuletzt 320 Fahrgäste pro Tag auf dem Streckenabschnitt gezählt worden.
Der Streckenabschnitt Neukirch (Lausitz) West – Neustadt (Sachs) ist seit 2007 an die Deutschen Regionaleisenbahn GmbH (DRE) verpachtet. In diesem Abschnitt liegt die Anschlussbahn des Steinbruches Oberottendorf, die auch heute noch bedarfsweise von Neukirch (Lausitz) Ost aus mit Ganzzügen bedient wird. Die DRE bemüht sich auch um die Übernahme des Abschnittes Bautzen–Wilthen, da sich die Anliegerkommunen und vor allem Wilthens Bürgermeister Michael Herfort für die Wiederinbetriebnahme dieses Abschnittes einsetzen. Im Jahr 2008 verkehrte letztmals ein Ausflugszug zwischen Bautzen und Wilthen.
Seit dem 19. Oktober 2009 wird die Strecke Neustadt (Sachs) – Bad Schandau im technisch unterstützten Zugleitbetrieb (TUZ) nach Ril 436 betrieben. Der Zugleiter sitzt in Neustadt (Sachs). Zur Kommunikation zwischen dem Zugleiter und dem Triebfahrzeugführer wird GSM-R benutzt. Die einzigen Betriebsstellen mit Weichen sind der Bahnhof Sebnitz (Sachs) und die Ausweichanschlussstelle Rathmannsdorf. Dem Triebfahrzeugführer wird über ein blaues Lichtsignal über der H-Tafel signalisiert, ob der PZB-Magnet wirksam ist oder nicht. Diese technische Unterstützung soll durch Zwangsbremsungen dazu beitragen, fehlerhafte Fahrten zu verhindern. Die Rückfallweichen sind mit Überwachungssignalen ausgerüstet.
Am 7. August 2010 kam es im östlichen Sachsen zu einem Hochwasserereignis, bei dem auch die Sebnitztalbahn zwischen Sebnitz und Bad Schandau betroffen war. Unterspülungen am Bahngleis entstanden vor allem zwischen Ulbersdorf und Goßdorf-Kohlmühle, sodass der Reiseverkehr zwischen Sebnitz und Bad Schandau im Schienenersatzverkehr abgewickelt werden musste. Nach Reparatur der Schäden wurde der Zugverkehr am 13. November 2010 wieder aufgenommen.
Seit Fahrplanwechsel am 12. Dezember 2010 wurden der Reisezugverkehr auf der Linie Bad Schandau–Sebnitz–Neustadt–Pirna infolge einer Neuausschreibung der Verkehrsleistungen von der Städtebahn Sachsen GmbH betrieben.
Am 8. September 2010 beschloss der Verkehrsverbund Oberelbe (VVO) ein Sparpaket als Reaktion auf die geplante Kürzung der Zuweisungen vom Freistaat Sachsen. Darin war unter anderem die Abbestellung des Schienenpersonennahverkehrs zwischen Neustadt in Sachsen und Bad Schandau ab April 2011 vorgesehen. Am 20. Januar 2011 gab der VVO jedoch bekannt, dass diese Maßnahmen vorerst ausgesetzt werden. Grund dafür sind Einsparungen in Höhe von fünf Millionen Euro, die sich ab dem Jahr 2011 wegen reduzierter Bahnhofsnutzungsgebühren ergeben.
Auf dem Abschnitt zwischen Bautzen und Wilthen wurden im Zusammenhang mit dem Neubau der Brücke über die Zeppelinstraße in Bautzen das Streckengleis nach Wilthen gekappt und das Vorsignal, der Vorsignalwiederholer, sowie das Einfahrsignal aus Richtung Wilthen außer Betrieb genommen. Diese zeigten fast ein dutzend Jahre lang nur einen Signalbegriff an. Anfang Februar 2019 wurden diese drei Signale sowie ein BÜ-Überwachungssignal zwischen Bautzen und dem BÜ bei Boblitz abgebaut.
Am Nachmittag des 17. Juli 2021 war die Strecke zwischen Sebnitz und Bad Schandau erneut von einem schweren Unwetter betroffen. Wegen Unterspülungen am Bahnkörper war die Strecke seitdem dort gesperrt. Für die ausfallenden Reisezüge wurde Schienenersatzverkehr eingerichtet. In einer Pressemitteilung vom 17. August 2021 forderte der VVO „einen verbindlichen Zeitplan und die zügige Wiederherstellung der Gleise für die Nationalparkbahn“ durch DB Netz. Bemängelt wurde insbesondere, dass Sebnitz mitten in der touristischen Hochsaison nicht mehr mit dem Zug erreichbar war. Auch die MRB setzte wegen Personalmangel zwischen Neustadt und Sebnitz Ersatzbusse ein. Lediglich aus Richtung Tschechien verkehrten noch Züge nach Sebnitz, nach dem nach längerer Sperrpause die Bahnstrecke Rumburk–Sebnitz im Juli wieder freigegeben wurde. Am 4. Dezember 2021 wurde die Strecke nach Behebung der Schäden wieder freigegeben.

### Neue Perspektiven

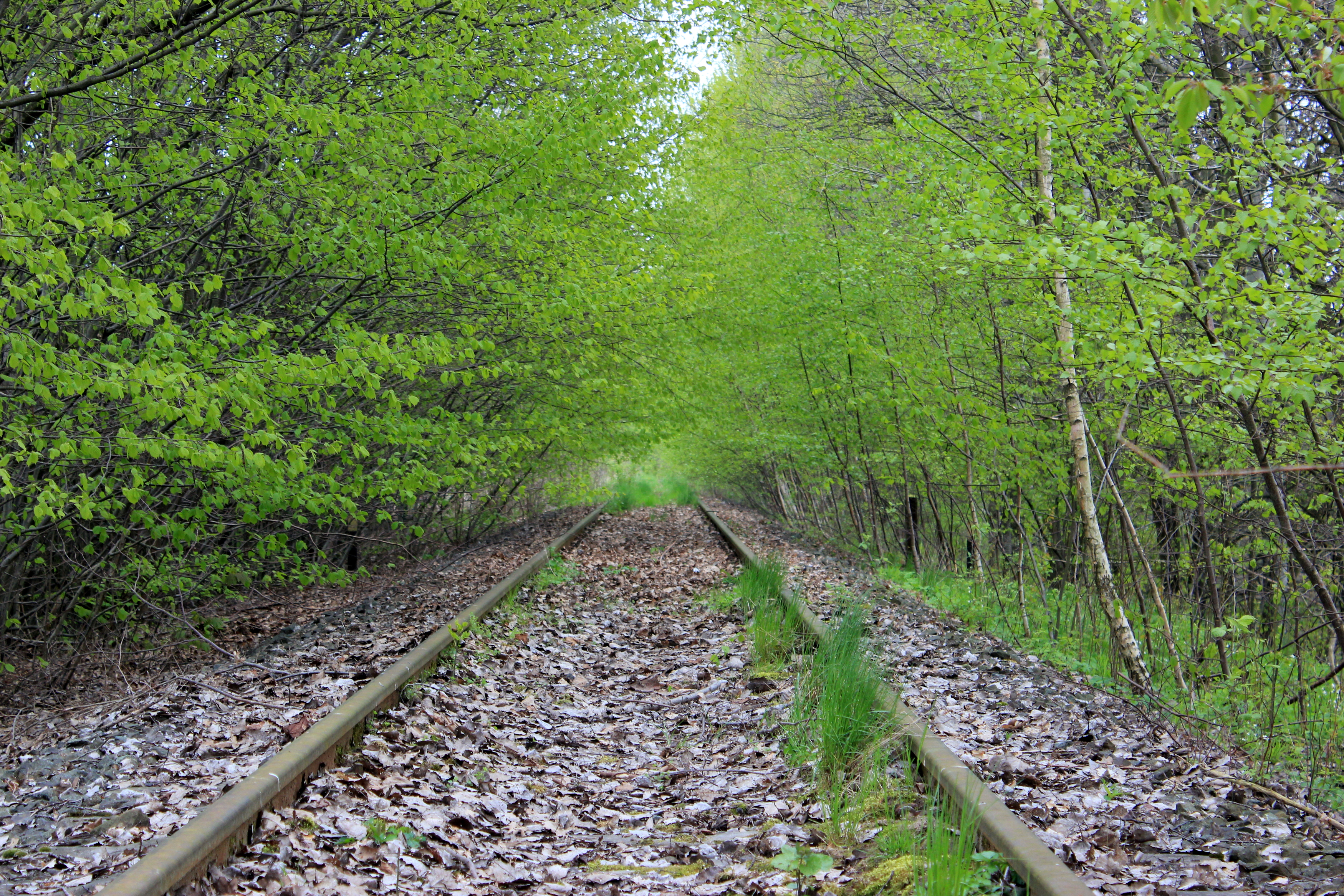
Zuwachsende Strecke bei Rodewitz (2017)

Nach jahrelangen Diskussionen beschloss der VVO im Juli 2012 die Finanzierung für den Wiederaufbau der in Sebnitz abzweigenden grenzüberschreitenden Strecke nach Dolní Poustevna. Seit 5. Juli 2014 verkehren Reisezüge der Linie U28 Děčín–Bad Schandau–Sebnitz–Šluknov–Rumburk im Zwei-Stunden-Takt. Die Züge der Linie RB71 der Mitteldeutschen Regiobahn fahren seitdem nur noch zwischen Pirna und Sebnitz. Einzige Ausnahme war ein werktäglicher Zug am frühen Morgen, der weiterhin von und nach Bad Schandau verkehrte. Seit dem 12. Dezember 2021 wird die RB 71 von DB Regio betrieben, die die Ausschreibung gewonnen hatte.
Prognostiziert wurde ein zusätzliches Verkehrsaufkommen von täglich 700 Fahrgästen zwischen Sebnitz und Bad Schandau. In Sebnitz bestand zuerst nur ein guter Anschluss zwischen den Zügen aus Neustadt nach Bad Schandau. In der Gegenrichtung wurde der Anschluss auf der ehemals durchgehenden Verbindung um eine Minute verpasst. Mit dem Fahrplanwechsel am 14. Dezember 2014 wurde durch die Einrichtung von Bedarfshalten, dem Entfall des Haltes in Mittelndorf und der Optimierung der Anschlusssituation in Bad Schandau, die Fahrzeit auf dem Abschnitt Bad Schandau – Sebnitz soweit reduziert, dass zwischen beiden Zügen ein Übergang von drei Minuten besteht. Außerdem bestehen Planungen den Fahrplan durch Infrastrukturmaßnahmen weiter zu stabilisieren, um auch im Verspätungsfall sichere Anschlüsse gewährleisten zu können.
Ein Gutachten zur Reaktivierung des Streckenabschnitts Wilthen–Bautzen, das im Auftrag des Verkehrsverbundes Oberlausitz-Niederschlesien angefertigt und Ende 2013 vorgelegt wurde, bezifferte die Kosten für eine Streckensanierung auf 2,3 Millionen Euro. Als Betriebskonzept wurde eine Umlegung der Regionalbahnen von Zittau nach Dresden über Wilthen und Bautzen untersucht. Durch die längere Fahrzeit und die Auflassung der Halte Neukirch (Lausitz) West, Putzkau und Schmölln wird in dieser Variante insgesamt mit einem Fahrgastverlust gerechnet.
Die Deutsche Regionaleisenbahn plant, den gesperrten Streckenabschnitt zwischen Oberottendorf und Neustadt (Sachs) wieder in Betrieb zu nehmen. Dazu muss eine Brücke über die 2005 eingeweihte Ortsumgehungsstraße in Neustadt errichtet werden. Gemäß Kreuzungsvertrag ist der Freistaat Sachsen zum Bau der Brücke verpflichtet. Hierzu gab es seit 2011 einen Rechtsstreit. Am 7. Januar 2025 entschied das Sächsische Oberverwaltungsgericht, dass die Brücke aufgrund des prognostizierten geringen Verkehrsaufkommens nicht neu gebaut werden muss. Laut DRE würde die Strecke im Jahr planmäßig von 20 Güterzügen befahren. Dazu kämen Sonderverkehre an höchstens 50 Tagen im Jahr sowie gelegentliche Umleitungsverkehre. Dieses Konzept deutet nach Auffassung des Gerichtes „nicht auf die Aufnahme eines qualitativ und zeitlich nachhaltigen Bahnverkehrs hin“.

## Streckenbeschreibung

### Verlauf

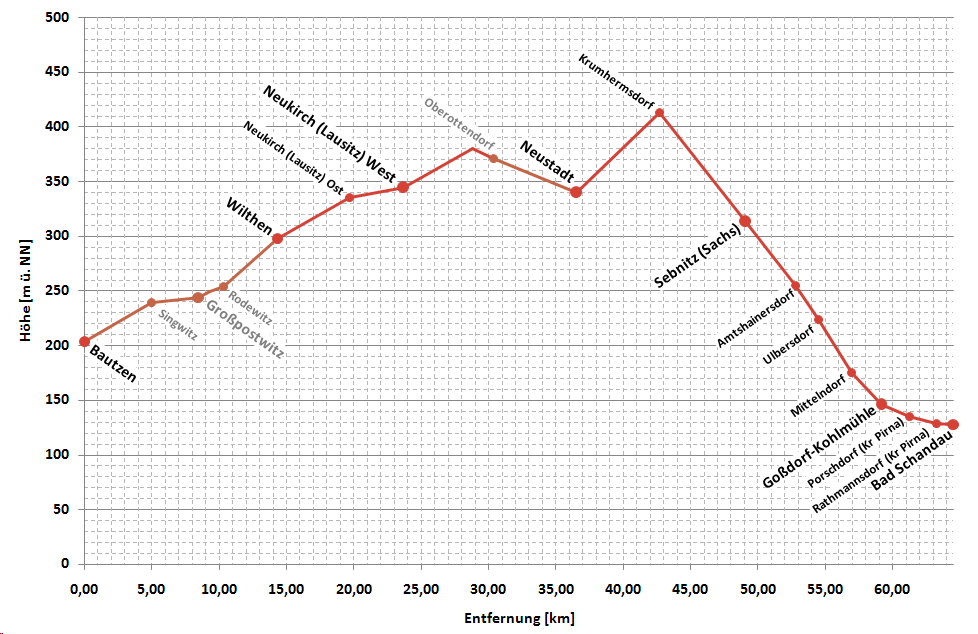
Vereinfachtes Höhenprofil der Strecke

Von Bautzen aus führt die Strecke zunächst in der breiten Talwanne der Spree aufwärts nach Wilthen. Dort vereinigt sie sich mit der von Zittau kommenden Strecke und führt weiter nach Neukirch/Lausitz West, steigt dann an den Abhängen des Valtenberges an, um die Wasserscheide zum Polenztal zu überqueren. Leicht fallend erreicht die Strecke Neustadt in Sachsen. Kurz vor der Stadt ist die Strecke unterbrochen, seitdem für den Bau der Schnellstraße ein Stück Bahndamm abgetragen wurde. Dann umfährt die Strecke die Stadt in einem weiten Bogen auf östlicher Seite, um den Bahnhof Neustadt zu erreichen. Dort zweigt die Bahnlinie in Richtung Pirna ab. Von nun an steigt die Strecke an den Abhängen des Ungermassivs wieder an, überquert den Höhenrücken bei Krumhermsdorf und erreicht kurz vor dem Bahnhof Krumhermsdorf den Brechpunkt. In starkem Gefälle führt die Strecke nun hinab nach Sebnitz. Nach einem Rechtsbogen direkt an der tschechischen Grenze führt das Gleis von Dolní Poustevna an die Strecke heran, mit dem sie gemeinsam den Bahnhof von Sebnitz erreicht. Nach dem Bahnhof Sebnitz führt die Strecke über zwei hohe Viadukte und erreicht das Tal der Sebnitz, dem sie bis Bad Schandau folgt. Die Fahrt führt nun über 27 Brücken und durch sieben Tunnel mit einer Gesamtlänge von 983 m. Nach Rathmannsdorf überquert die Strecke auf der Carolabrücke, einer Stabbogenbrücke, die Elbe und erreicht Bad Schandau.

### Betriebsstellen
Bautzen

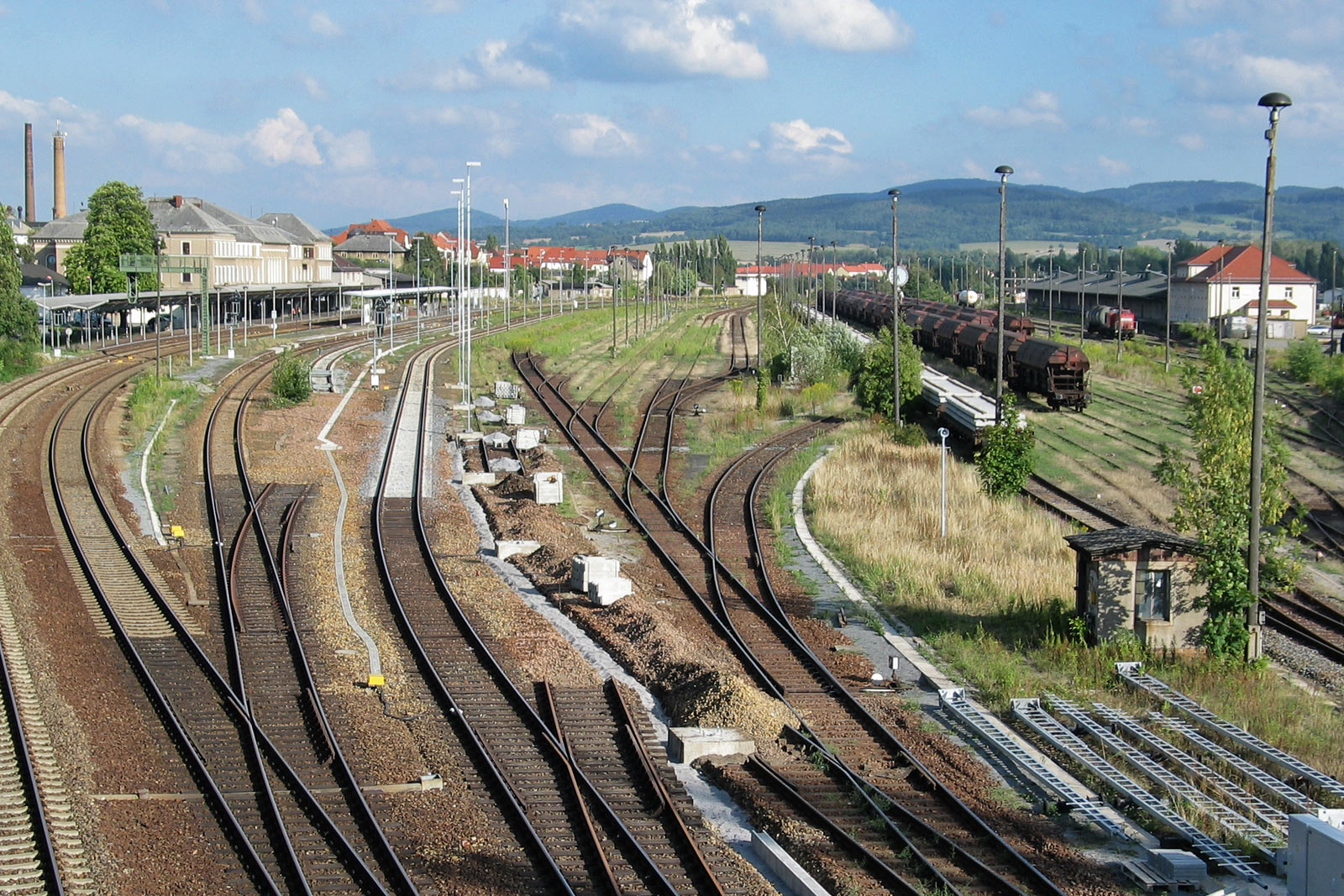
Bahnhof Bautzen

Im Bahnhof Bautzen beginnt die Bahnstrecke Bautzen–Bad Schandau. Hier bestand früher Anschluss an die Züge der Relation Dresden–Görlitz sowie Bautzen–Hoyerswerda.
Singwitz
Der Haltepunkt Singwitz wurde kurz nach der Streckeneröffnung am 15. Oktober 1877 eingerichtet. Einziger Hochbau war ein hölzernes Dienstgebäude, das auch einen Dienstraum mit Fahrkartenausgabe beherbergte. Singwitz besaß einst ein hohes Verkehrsaufkommen im Berufs- und Ausflugsverkehr. Im Jahr 1888 wurden in Singwitz insgesamt 72.900 Fahrkarten verkauft. Nach der Einrichtung einer Anschlussbahn für das ab 1959 aufgebaute Mähdrescherwerk erhielt Singwitz ab Juni 1972 den Status eines Bahnhofes. Die Anschlussbahn des Mähdrescherwerkes wurde im Juni 1999 letztmals bedient. Zwischen 1960 und 1990 kamen hier über 80.000 Mähdrescher zum Versand.
Awanst Sprengstoffwerk Gnaschwitz
Die 3,56 Kilometer lange Anschlussbahn zum Sprengstoffwerk Gnaschwitz wurde während des Ersten Weltkrieges am 29. März 1916 in Betrieb genommen. Sie zweigte auf freier Strecke am Kilometer 5,96 ab und führte hinab ins Spreetal. Mitnutzer waren die Vereinigten Bautzner Papierfabriken und weitere kleinere Industriebetriebe. Im November 1992 wurde die Anschlussbahn mit dem Ausbau der Abschlussweiche aufgelassen.
Großpostwitz

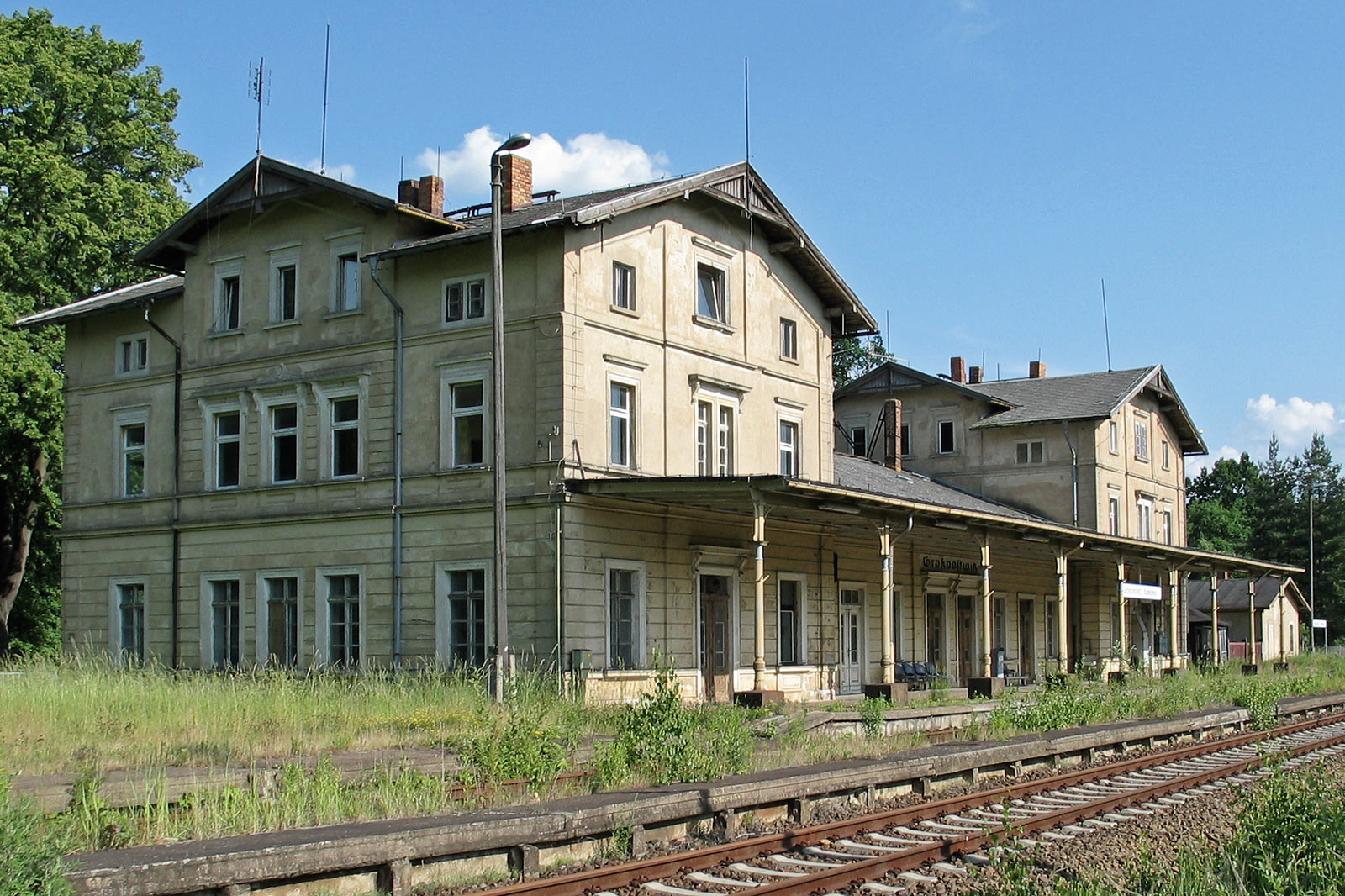
Bahnhof Großpostwitz (2006)

Der Bahnhof Großpostwitz war Abzweigbahnhof der heute stillgelegten Nebenbahn nach Löbau. Er besteht seit der Streckeneröffnung.
Rodewitz
Der Haltepunkt Rodewitz wurde am 15. Oktober 1878 eröffnet. Ab 1925 bestand am Streckenkilometer 10,92 das Anschlussgleis des Umspannwerkes Rodewitz. Es wurde 1996 mit dem Ausbau der Anschlussweiche aufgelassen.
Wilthen
Der Bahnhof Wilthen ist Anschlussbahnhof zur Bahnstrecke Oberoderwitz–Wilthen. Güterverkehr wurde hier noch bis zum 16. Juni 2009 für die Weinbrennerei Wilthen durch die ITL Eisenbahngesellschaft erbracht.
Neukirch (Lausitz) Ost
Der Bahnhof Neukirch (Lausitz) Ost besteht seit der Streckeneröffnung. Zunächst trug die Station den Namen Ober-Neukirch bzw. Oberneukirch (Laus), bevor in den 1930er Jahren der heute zum Haltepunkt zurückgestufte Bahnhof den Namen Neukirch (Lausitz) Ost erhielt.
Neukirch (Lausitz) West
Der Bahnhof Neukirch (Lausitz) West besteht seit der Streckeneröffnung. Die hier abzweigenden Strecke nach Bischofswerda wurde 1879 in Betrieb genommen. Ursprünglich trug die Station den Namen Nieder-Neukirch bzw. Niederneukirch (Laus), bevor er in den 1930er Jahren den Namen Neukirch (Lausitz) West erhielt. In den 1990er Jahren wurden die Anlagen auf das Haupt- und Überholgleis reduziert. Neukirch (Lausitz) West wird über das Elektronische Stellwerk Bischofswerda ferngesteuert.
Awanst Steinbruch Oberottendorf

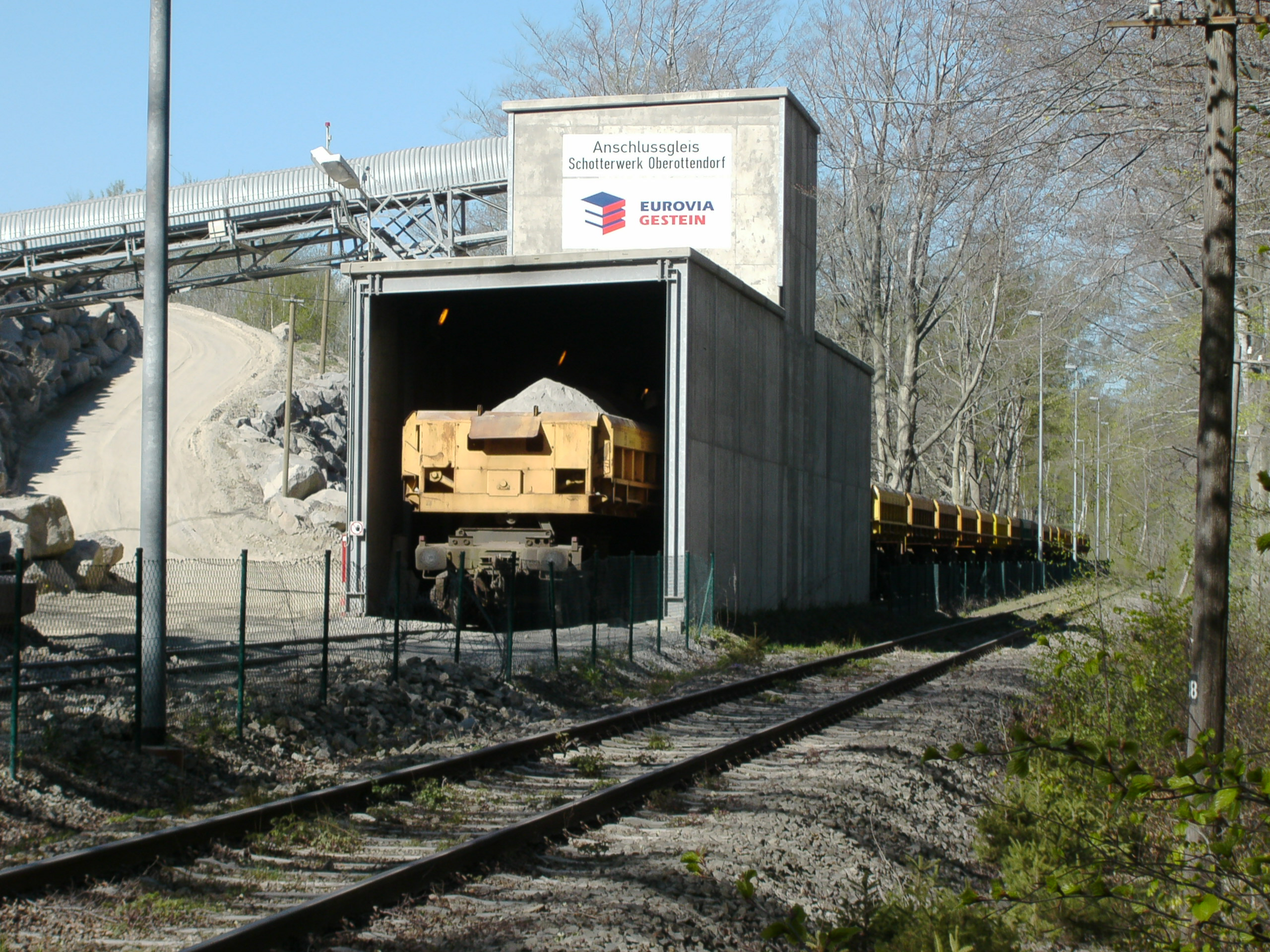
Awanst Steinbruch Oberottendorf; rechts das Streckengleis Richtung Neustadt (2007)

Die heutige Ausweichanschlussstelle (Awanst) Steinbruch Oberottendorf besteht seit 2003. Für deren Bau wurde das Planum des ehemaligen zweiten Streckengleises benutzt. Sie ist heute (2013) der einzige noch regelmäßig bediente Gütertarifpunkt der Strecke Bautzen–Bad Schandau. Zum Versand kommen Ganzzüge mit Split für Beton- und Asphaltwerke sowie Schotter für Gleisbauvorhaben. Um 2010 wurden etwa 50 % der Produktion des Werkes per Bahn abgefahren.
Anst Dr. Großer & Co. – Diabaswerke
Bereits das Vorläuferunternehmen der heutigen Steinbruch Oberottendorf GmbH, die Firma Dr. Großer & Co. Diabaswerke besaß ab etwa 1942 ein kurzes Anschlussgleis, das bedarfsweise bedient wurde. Ab den 1970er Jahren ungenutzt, wurden das Gleis um 1980 abgebaut.
Oberottendorf
Der ehemalige Bahnhof Oberottendorf besteht seit der Streckeneröffnung. Ursprünglich besaß er neben mehreren Kreuzungsgleisen auch umfangreiche Anlagen für den Güterverkehr. Mangels verkehrlichen Bedarfes kam es schon früh zur Reduzierung der Anlagen. Bereits am 1. September 1933 wurde der Bahnhof darum zur Haltestelle abgestuft. Später war die Betriebsstelle nur noch ein Haltepunkt, der am 12. Dezember 2004 letztmals von Reisezügen bedient wurde. Von der früheren Bedeutung zeugt noch das große Empfangsgebäude.
Awanst Lausitzer Dachziegelwerke
Die Anschlussbahn des VEB Lausitzer Dachziegelwerke Langburkersdorf lag auf freier Strecke am km 34,530. Die Bedienung erfolgte durch Übergabezüge vom Bahnhof Neustadt (Sachs) aus, die wegen der begrenzten Gleislänge im Anschluss maximal zehn Wagen umfassen konnten. Der Anschluss wurde letztmals um das Jahr 2000 bedient.
Neustadt (Sachs)

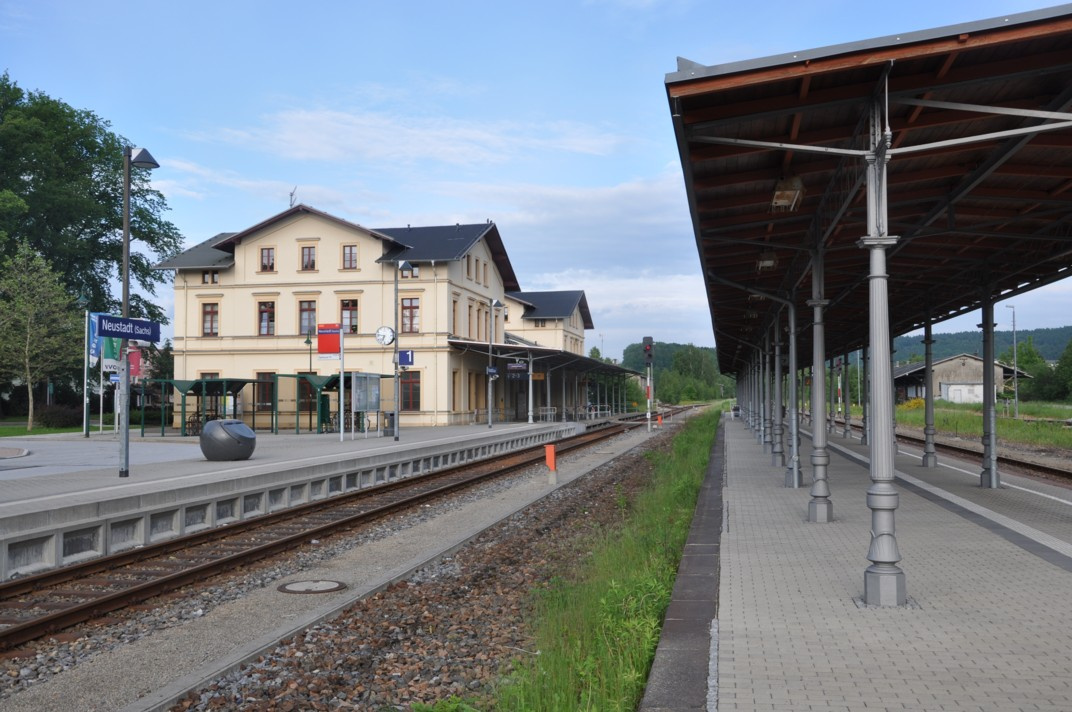
Bahnhof Neustadt (2013)

Der Bahnhof Neustadt (Sachs) ist Anschlussbahnhof zur Bahnstrecke Neustadt–Dürrröhrsdorf. Bis in jüngerer Zeit war Neustadt (Sachs) der wichtigste Gütertarifpunkt der gesamten Strecke. Vor allem der VEB Fortschritt Landmaschinen (zuletzt: Case Harvesting Systems) sorgte dort für ein reges Frachtaufkommen. Noch im November 1990 wurden Ganzzüge mit Landmaschinen für Kunden in der Sowjetunion abgefertigt. Letzte Güterkunden in Neustadt waren ein Brennstoffhändler und ein Schrotthandel, deren Bedienung im Jahr 2002 in Folge des Rationalisierungsprogramms MORA C eingestellt wurde.
Seit einem Bahnhofsumbau im September 2006 existieren nur noch zwei Bahnsteiggleise und einige wenige Nebengleise. Die Bedienung der verbliebenen Weichen und Signale erfolgt seit dem ausschließlich über das Stellwerk an der Westseite, das dafür neue Stellwerkstechnik mit Hl-Lichtsignalen erhielt.
Krumhermsdorf
Der heutige Haltepunkt Krumhermsdorf ist die höchstgelegene Betriebsstelle der ganzen Strecke. 1967 wurden die nicht mehr benötigten Nebengleise aufgelassen und der frühere Bahnhof zum Haltepunkt abgestuft.
Sebnitz (Sachs)

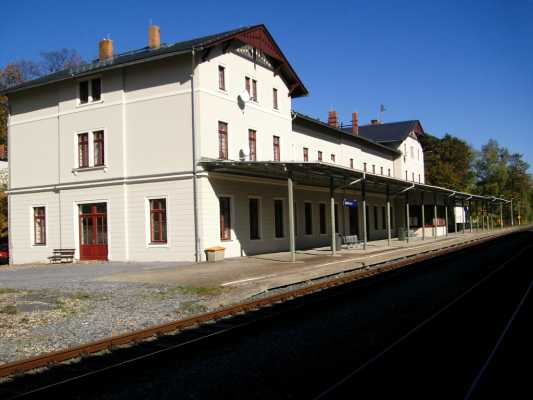
Bahnhof Sebnitz (2007)

Der Bahnhof Sebnitz ist Anschlussbahnhof zur Strecke nach Rumburk in der Tschechischen Republik. Das von 1877 stammende Empfangsgebäude des Bahnhofes befindet sich heute im Eigentum der Stadt Sebnitz, die darin Gastronomie und ein Touristeninformationszentrum betreibt. Anstelle der seit 1994 ungenutzten Güteranlagen entstand ab 2006 eine ÖPNV-Schnittstelle zum Überlandbusverkehr.
Im September 2008 wurden die Gleisanlagen in Vorbereitung auf den Zugleitbetrieb umgebaut und der Bahnhof mit Rückfallweichen ausgestattet. Mit der Einbindung der Strecke von Rumburk wurden die Gleisanlagen bis 2014 entsprechend angepasst und die Bahnsteiganlagen erneuert. Seitdem hat der Bahnhof drei Gleise, wobei in der Regel die Züge von und nach Neustadt auf Gleis 1, die Züge von Bad Schandau nach Děčín auf Gleis 2 und die Züge von Děčín nach Bad Schandau auf Gleis 5 ein- bzw. ausfahren.
Seit dem 3. Februar 2017 ist Sebnitz offiziell der dritte Nationalparkbahnhof in Deutschland.
Amtshainersdorf
Der Haltepunkt Amtshainersdorf wurde am 1. April 1908 eröffnet. Er ist heute ein Bedarfshalt.
Ulbersdorf
Der Bahnhof Ulbersdorf wurde noch bis Ende der 1990er Jahre als Kreuzungsbahnhof genutzt. Bei der Streckensanierung im Jahr 2002 wurden die ungenutzten Anlagen des Bahnhofes nicht zurückgebaut. Am 27. Juli 2009 wurden die Weichen 1 und 5 ausgebaut. Der Bahnhof ist nunmehr nur noch ein Haltepunkt.
Anschluss Sputhmühle
Auf freier Strecke kurz vor dem Haltepunkt Mittelndorf zweigte bis 1937 das Anschlussgleis zur Sputhmühle, einer Fabrik für Holzschliff, ab. Robert Sputh, der Erfinder des Bierdeckels, ließ dort die ersten Bierdeckel herstellen, die von dort weltweit ausgeliefert wurden.
Mittelndorf
Der Haltepunkt Mittelndorf wurde am 15. Januar 1904 eingerichtet. Da er in einer Steigung liegt, wurde er in den ersten Betriebsjahren nur talwärts bedient.
Zuletzt hatte der Haltepunkt nur noch für den Wandertourismus im landschaftlich reizvollen Sebnitztal Bedeutung. Züge hielten dort nur bei Bedarf. Aufgrund der geringen Nachfrage im Winter wurde der Haltepunkt in seinen letzten Betriebsjahren nur im Sommerhalbjahr bedient. 2015 wurde die Bedienung des Haltepunktes eingestellt. Der Haltepunkt Mittelndorf kann nur über Wanderwege und Forststraßen erreicht werden, der namensgebende Ort Mittelndorf ist etwa zwei Kilometer entfernt.
Goßdorf-Kohlmühle

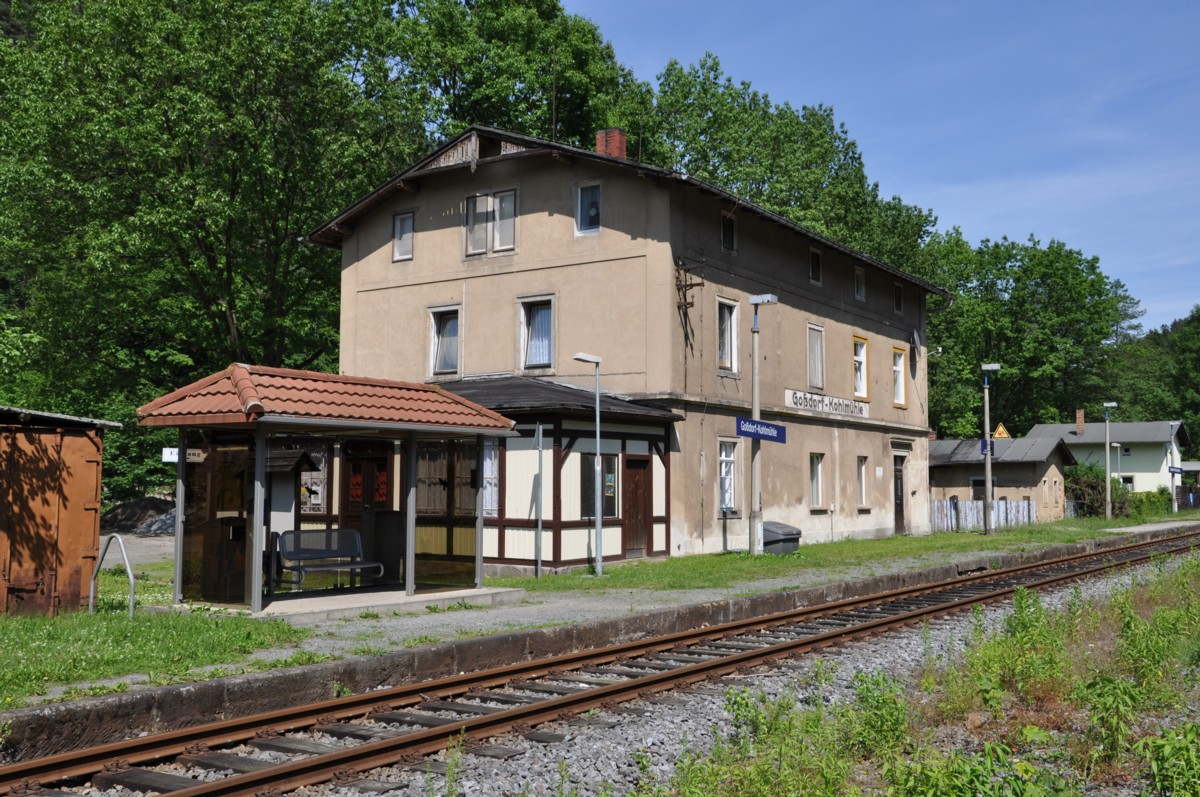
Haltepunkt Goßdorf-Kohlmühle (2010)

Im ehemaligen Bahnhof Goßdorf-Kohlmühle begann von 1897 bis 1951 die schmalspurige Schwarzbachbahn nach Hohnstein. Direkt am Bahnhof befand sich der Anschluss des Linoleumwerkes Likolit, welcher noch bis 1992 bedient wurde. Die Anschlussweiche wurde im Rahmen der Streckensanierung im November 2002 entfernt. 1965 wurde Goßdorf-Kohlmühle zur Haltestelle abgestuft. Heute ist Goßdorf-Kohlmühle nur noch ein Haltepunkt.
Porschdorf (Kr Pirna)
Der Haltepunkt Porschdorf besteht seit dem 1. Juni 1888. Neben seiner Funktion als Zugangsstelle für den namensgebenden Ort hat er auch touristische Bedeutung als Ausgangspunkt einiger Wanderwege. Das massive, repräsentative Empfangsgebäude befindet sich seit den 1990er Jahren in Privatbesitz. Ab 1903 bestand am Haltepunkt das Anschlussgleis eines holzverarbeitenden Betriebes. Es wurde schon in den 1930er Jahren wieder aufgelassen.
Rathmannsdorf (Kr Pirna)

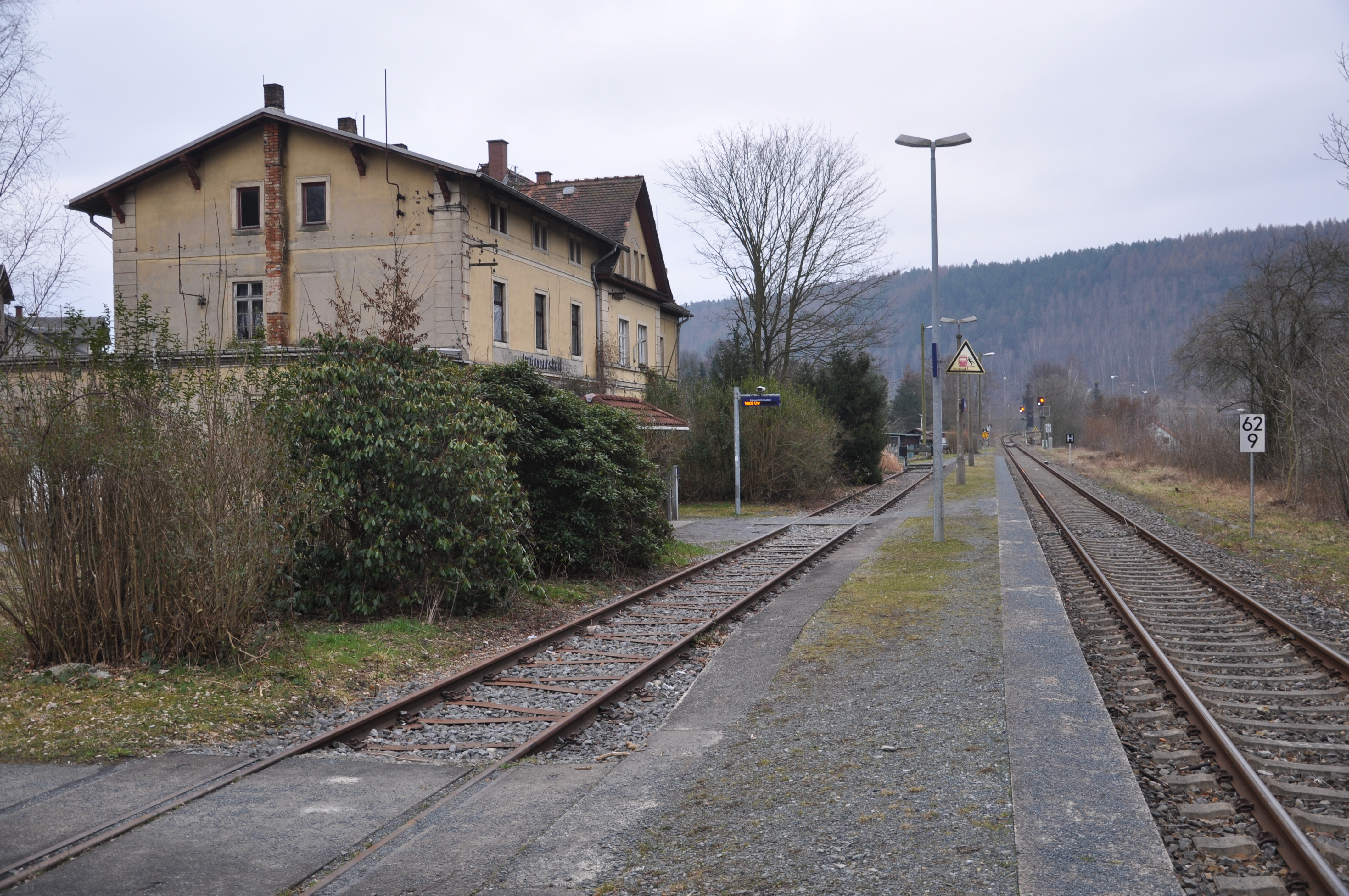
Haltepunkt Rathmannsdorf (2010)

Der Bahnhof Rathmannsdorf wurde 1877 als Bahnhof Wendischfähre eröffnet. Ab 1938 trug er zunächst die Bezeichnung Rathmannsdorf (Sächs Schweiz), ab 1939 dann Rathmannsdorf (Kr Pirna). Wegen Überlastung des Bahnhofes Bad Schandau wurde 1954 der gesamte dortige Ortsgüterverkehr nach Rathmannsdorf verlagert. Im Jahr 1985 erhielt Rathmannsdorf ein Gleisbildstellwerk der Bauform WSSB GS II Sp64 b, dass heute nicht mehr in Betrieb ist. Die Neben- und Ladegleise wurden im Jahr 2003 erneuert.
Rathmannsdorf ist heute als Haltepunkt mit Ausweichanschlussstelle (Awanst) klassifiziert.
Bad Schandau ⊙
Im Bahnhof Bad Schandau besteht Anschluss zur Dresdner S-Bahnlinie S1 (Meißen-Triebischtal–Schöna) aber auch zum Fernverkehr in der Relation Berlin–Prag.

## Fahrzeugeinsatz

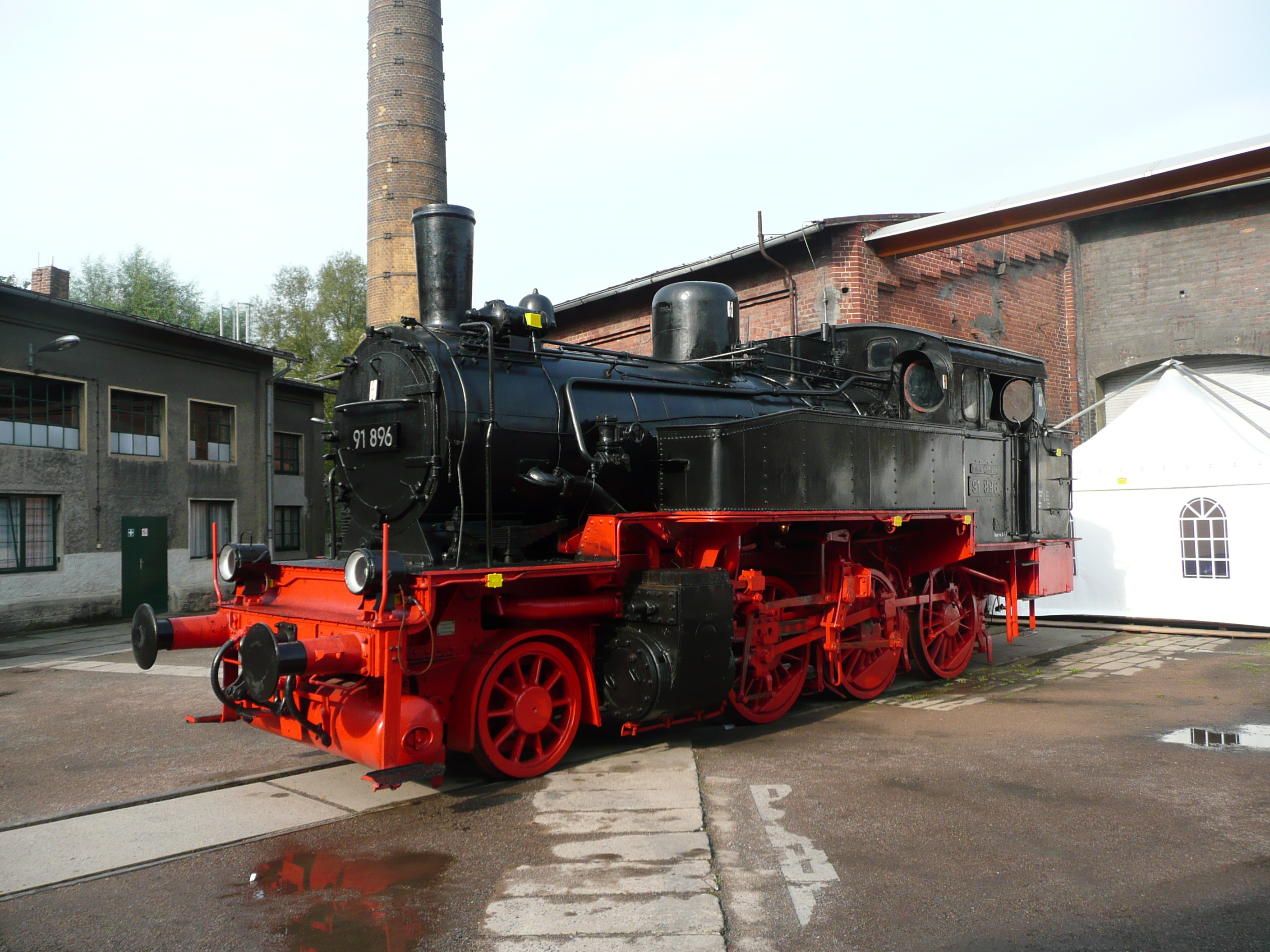
91 896 (ehem. preuß. T 9.3) im Eisenbahnmuseum Chemnitz-Hilbersdorf (2009)

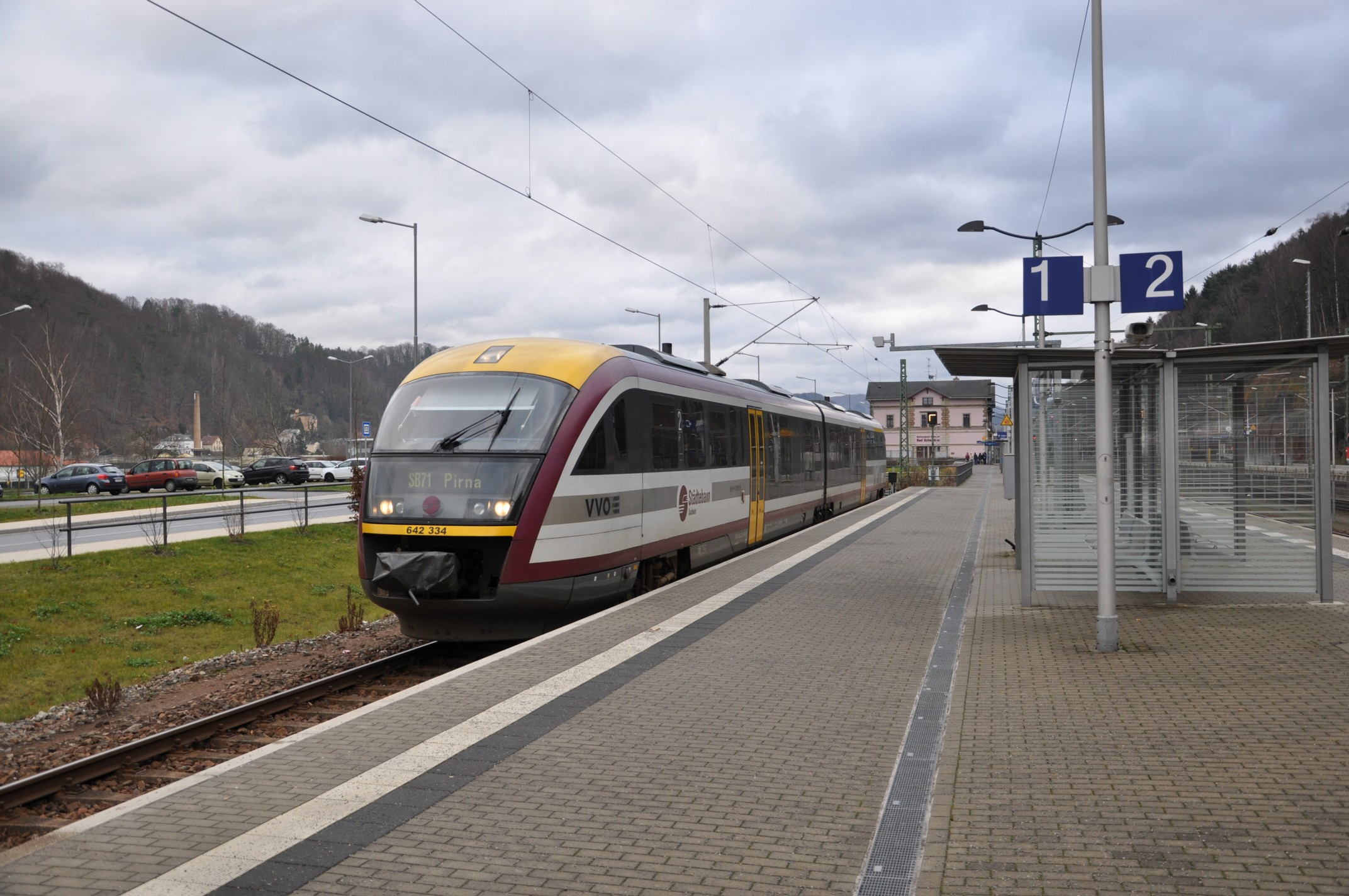
Siemens Desiro der Städtebahn Sachsen im Bahnhof Bad Schandau (2014)

Die Königlich Sächsischen Staatseisenbahnen beschafften für die Strecke Bautzen–Schandau vier Lokomotiven der Gattung VII, die 1869 mit den Fabriknummern 379 bis 382 von Hartmann in Chemnitz geliefert wurden. Sie erhielten die Namen WITTEKIND, FRIEDRICH DER WEISE, CHURFÜRST MORITZ und AUGUST DER STARKE. Später wurde der Betrieb mit Schlepptenderlokomotiven der Gattung IIIb abgewickelt.
Ab den 1920er Jahren wurden die meisten Züge mit den eher leistungsschwachen Lokomotiven der DR-Baureihe 91.0-2 (Preußische T 9) befördert. Erst ab 1956 kamen die für solche Einsatzgebiete konzipierten, leistungsstärkeren Lokomotiven der DR-Baureihe 86 zum Einsatz.
Von 1938 bis 1968 wurde ein Teil der Reisezüge auch mit einem Triebwagen VT 135 gefahren.
Ab 1966 wurden einige Reisezüge mit den damals neuen Leichtverbrennungstriebwagen der DR-Baureihe VT 2.09 gefahren. Auf den langen Steigungen erwiesen sich die Fahrzeuge jedoch als ungeeignet. Insbesondere im Sommer kam es zur Überhitzung der Motorenanlagen. Ab 1968 waren die Diesellokomotiven der DR-Baureihe V 100 (ab 1971: 110) prägend für den Lokomotiveinsatz. Nur in Ausnahmefällen wurden die Züge auch von der DR-Baureihe V 180 (ab 1971: 118) und später DR-Baureihe 119 befördert.
Seit 2001 kommen ausschließlich niederflurige Triebwagen der Bauart Siemens Desiro (DB-Baureihe 642) zum Einsatz.

## Name
Ganz allgemein wird vor allem der untere Abschnitt im Tal der Sebnitz als Sebnitztalbahn bezeichnet.
Derzeit ist vor allem für diese Bahnstrecke die Bezeichnung Sächsische Semmeringbahn in Gebrauch. Dieser Name ist allerdings für zwei Eisenbahnlinien in Sachsen gebräuchlich. Historisch korrekt, da früher belegt und durch einen Ausspruch des sächsischen Königs untermauert, ist der Name Sächsische Semmeringbahn für die Windbergbahn – eine Bahnlinie südlich von Dresden – auf der allerdings heute nur noch abschnittsweise Sonderverkehr stattfindet.
Zur Verbreitung des Begriffes Sächsische Semmeringbahn auch für die Sebnitztalbahn trug bei, dass die Deutsche Bahn ihre Regionalbahn-Linie 66 offiziell so bezeichnete. Eine andere Theorie geht davon aus, dass die Übertragung des Namens von der Windbergbahn auf die Sebnitztalbahn absichtlich in den 1950er Jahren von der Staatssicherheit der DDR wegen der Urantransporte auf der Windbergbahn organisiert wurde.

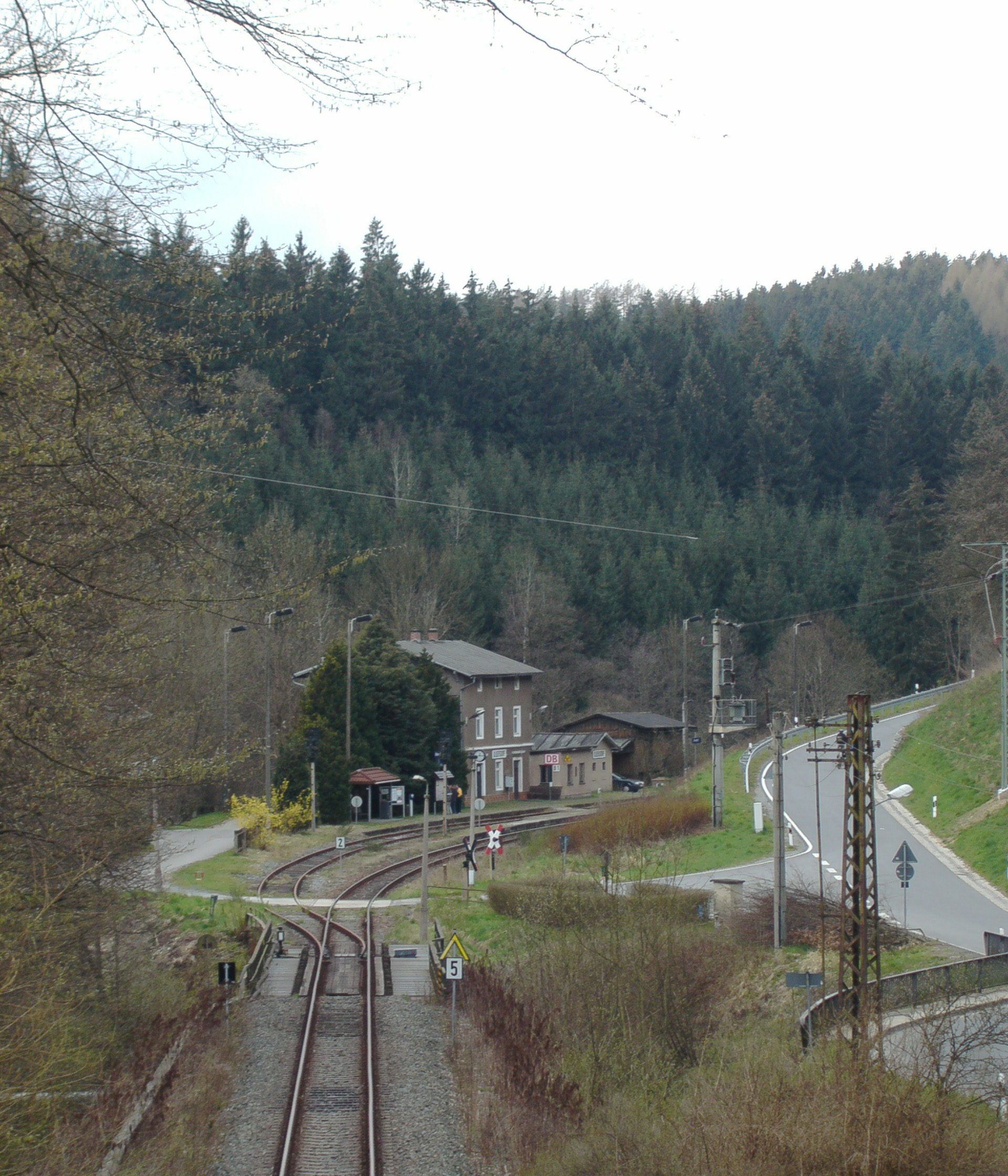
Der Bahnhof Ulbersdorf liegt abseits des Ortes im engen Sebnitztal

Das folgende Zitat vergleicht die Streckendaten der „echten“ Semmeringbahn mit denen der Sebnitztalbahn:

„Die Semmeringbahn der ÖBB steigt von Gloggnitz nach Semmering auf einer Länge von 28,5 km um 455 m und fällt dann bis Mürzzuschlag auf 13,6 km um 215 m. die Strecke führt über 16 Viadukte mit Längen von 25 bis 288 Metern und durch 17 Tunnel sowie zwei Galerien mit 46,6 km Gesamtlänge.
Die Sebnitztalbahn von Bad Schandau nach Neustadt i.Sa. steigt von Goßdorf-Kohlmühle nach Krumhermsdorf auf einer Länge von 16,5 km um 267 m und fällt dann bis Neustadt auf 6,1 km um 72 m. Vernachlässigt man die Elbbrücke bei Bad Schandau, da sie nicht gebirgstypisch ist, so durchfährt der Zug mit Eintritt ins Gebirge bei Rathmannsdorf 7 Tunnel mit 983 m Gesamtlänge, er rollt über 2 große Viadukte bei Sebnitz und über weitere 28 größere und 41 kleinere Brücken.“

Die Strecke durch das Sebnitztal und weiter hinauf zum Hang des Ungers hat demnach ein mittleres Neigungsverhältnis von 1:61 bzw. auf dem Teil bis Neustadt 1:84.
Am 13. April 2006 ließ sich der Windbergbahn e. V. den Begriff Sächsische Semmeringbahn beim Patent- und Markenamt rechtlich schützen. Damit darf der Begriff Sächsische Semmeringbahn nach dem Ende der halbjährigen Einspruchsfrist im Oktober 2006 nicht mehr offiziell für die Sebnitztalbahn verwendet werden. Für die kurz vorher gestartete Image-Kampagne „Semmering mobil“ musste vom verantwortlichen Verkehrsverbund Oberelbe kurzfristig umgedacht werden. Zukünftig sollte die Strecke deshalb als „Sächsisch-Böhmische Nationalparkbahn“ überregional bekannt gemacht werden. Nach Beschluss des Landkreises Sächsische Schweiz wird seit dem Jahr 2007 der Name „Sächsisch-Böhmische Semmeringbahn“ kommuniziert. Die für dieses Projekt hergestellten neuen mehrsprachigen Informationstafeln an den Bahnhöfen zwischen Sebnitz und Bad Schandau und die zweisprachige Broschüre mit Wandertouren entlang der Strecke wurden entsprechend überarbeitet.